# Reneszánsz építészet Magyarországon

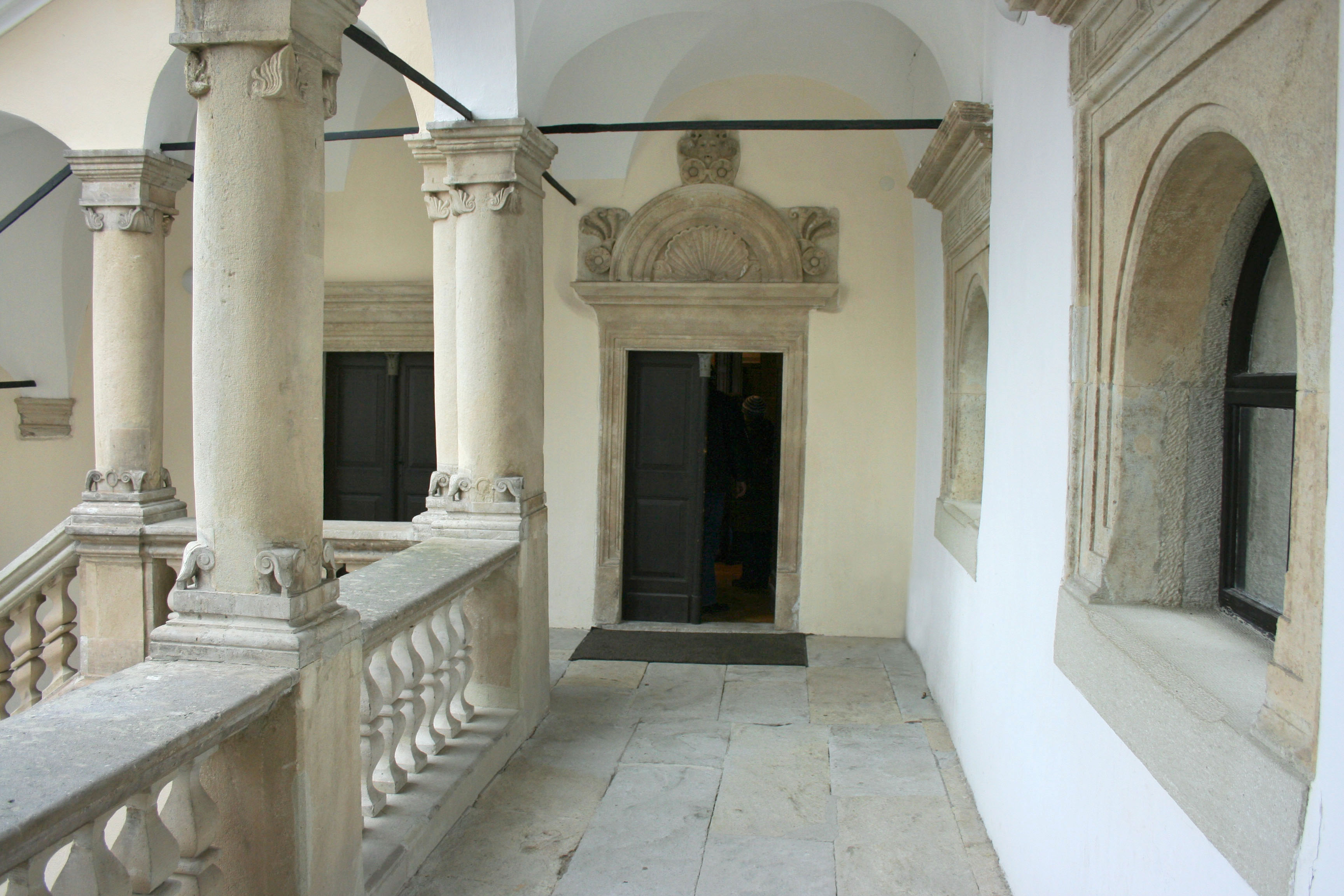
A sárospataki vár Lorántffy-loggiája

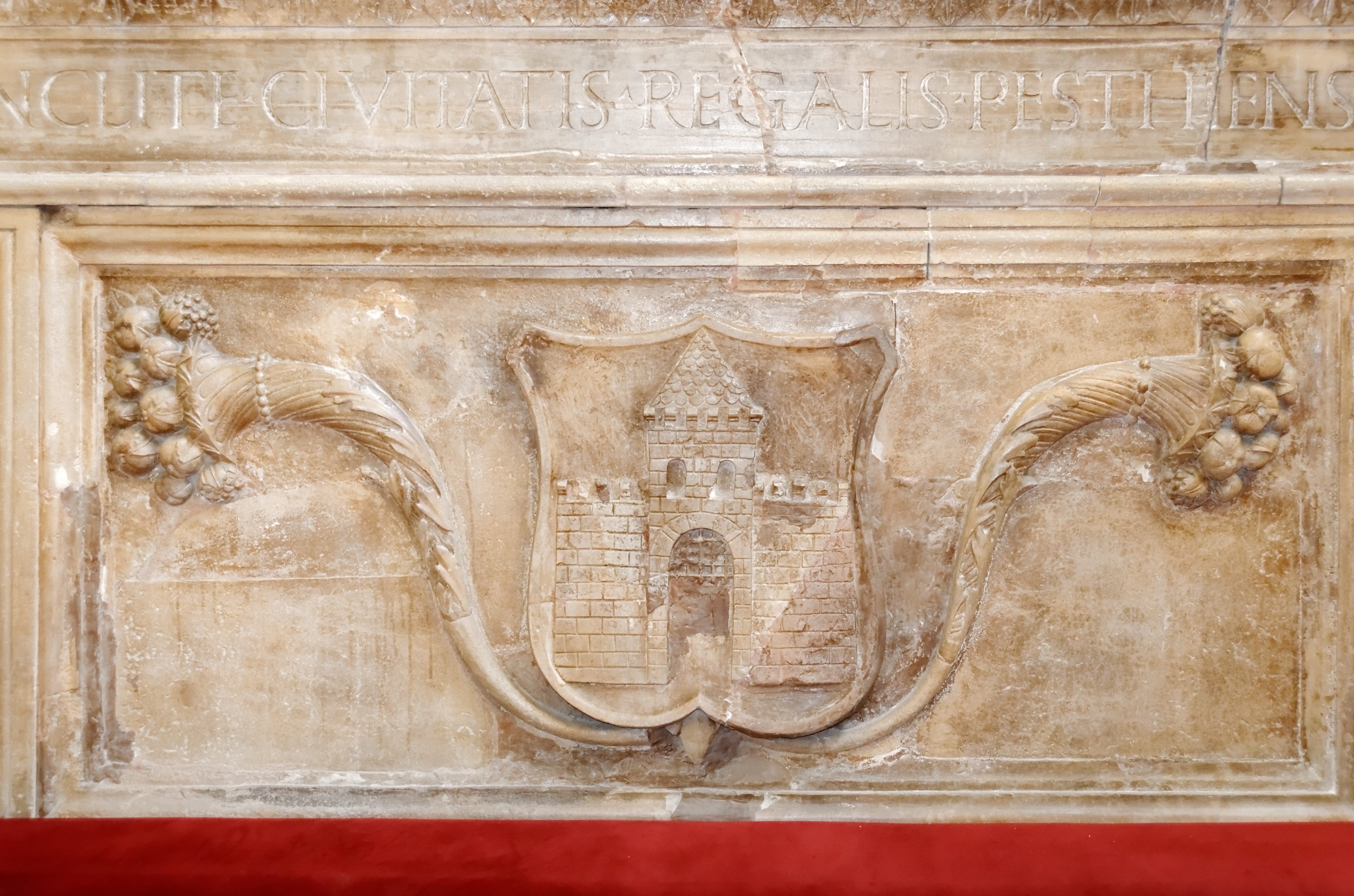
Pest címere a budapesti belvárosi plébániatemplom egyik tabernákulumán

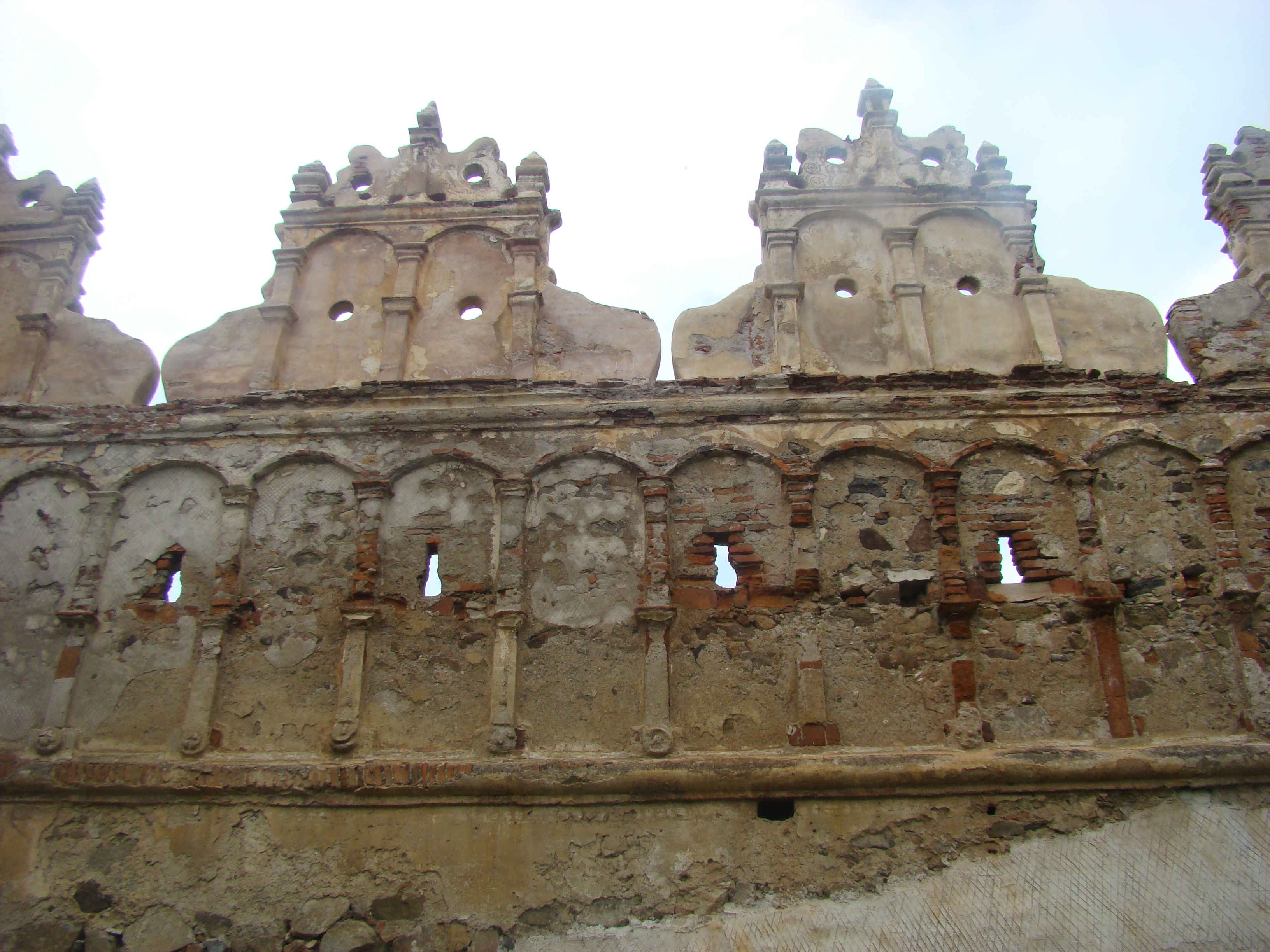
A gyergyószárhegyi Lázár-kastély pártázata

Ez a szócikk a középkori Magyar Királyság, illetve utódállamai, a korai újkori királyi Magyarország és az Erdélyi Fejedelemség építészetéről szól, így olyan földrajzi területeket is érint, amelyek ma nem Magyarország részei.
A magyarországi reneszánsz építészet a középkori Magyar Királyság, illetve az 1526-os mohácsi csatavesztést követően létrejött utódállamai, a korai újkori királyi Magyarország és az Erdélyi Fejedelemség területén megjelenő, itáliai és német reneszánsz mintákat követő, elsősorban külföldi mesterekhez kötődő építészeti stílus- és korjelenség.
A sajátos történelmi körülmények folyamán a stílus két évszázadon át volt jelen a magyarországi művészetben: míg Hunyadi Mátyás udvarában Európában az elsők között jelent meg az érett reneszánsz építészet a 15. században, addig az Erdélyi Fejedelemség 17. század végi építészete a késő reneszánsz utolsó fellángolásai közé sorolható. Utóbbival párhuzamosan jelennek meg magyar földön a barokk első jegyei.
A mai Magyarország területén kevés jelentős emléke maradt a kornak; a legfontosabbak közé sorolható az esztergomi Bakócz-kápolna, valamint Mátyás és utódainak budai és visegrádi palotái, illetve a későbbi időszakból a sárospataki Rákóczi-vár, Sárvár és Egervár erősségei. A török fenyegetés erősödésével a reprezentatív építkezések helyét a hadi építészet veszi át, már a 15. századtól. A magyar területen épített erősségek eleinte főleg itáliai, később német példákat követnek; mestereik közül keveset ismerünk név szerint.
A mai Ausztria, Szlovákia, Ukrajna és a Romániához tartozó Erdély és Partium területén számos emlék maradt fenn a korból, amelyek több-kevesebb szállal a magyar történelemhez köthetőek. A török hódoltság területén eközben az Oszmán Birodalomhoz kötődő stílusban építkeztek; a mai Magyarország ennek jelentős emlékeit is őrzi.

## Periodizáció, területi jellegzetességek
A magyarországi reneszánsz művészet történetében az 1526-os mohácsi csata történelmi fordulópont. A művészetpártolás hagyományos helyszíne, a királyi udvar ezt követően elköltözik Budáról, számos főúri és egyházi központ az Oszmán Birodalom részévé válik, az ország fennmaradó része pedig kettészakad.
A hagyományos periodizáció ezért a magyarországi reneszánsz építészet első szakaszát Hunyadi Mátyás és a Jagelló uralkodók idejére teszi. Erre az időszakra jellemző, hogy a késő gótika és az itáliai reneszánsz formavilága párhuzamosan, olykor együttesen jelennek meg az építészetben – ez az ún. „hibrid reneszánsz”.
A második szakaszt az ezt követő, nagyjából a  17. század végéig tartó időszakra tehetjük. Gócpontjait az Erdélyi Fejedelemség területén a meghatározó városok (Gyulafehérvár, Kolozsvár, Nagyvárad), valamint a nemesi családi birtokok jelentik, míg a királyi Magyarországon a felvidéki polgár- és kereskedővárosok (Kassa, Lőcse, Selmecbánya, Eperjes stb.), illetve a nyugat-magyarországi nemesi családok. Ebben az időszakban erőteljesebbé válik a német területek hatása, és a török fenyegetéstől nem érintett területeken sajátos helyi jellegzetességek alakulnak, mint az erdélyi „virágos reneszánsz”, vagy a felvidéki területek pártázatos építészete.

## Építészet a politikai és történelmi körülmények tükrében

### A reneszánsz megjelenése Magyarországon. Mátyás és a Jagellók
|  | „Te az összes művészeteket pártolod, de elsősorban az építészetet, mivel úgy tetszik, hogy semmi sincs, ami jobban hozzátartoznék a fejedelmi nagyszerűséghez” |
|  | – Antonio Bonfini Mátyásról |

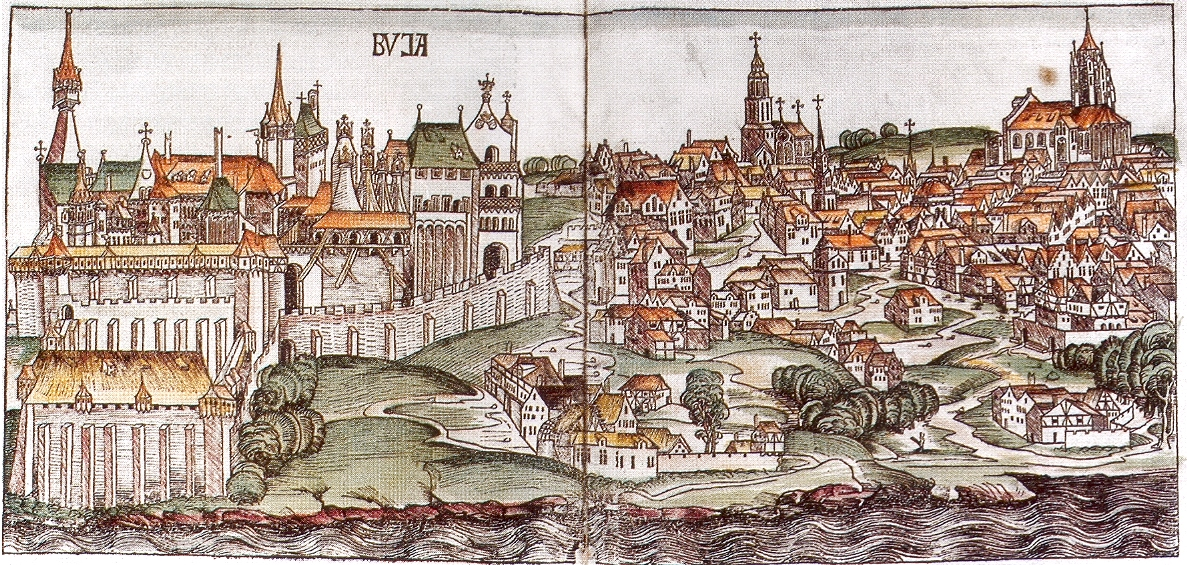
Buda 1493-ban, a kép bal szélén a királyi palotával, Hartmann Schedel Világkrónikájából

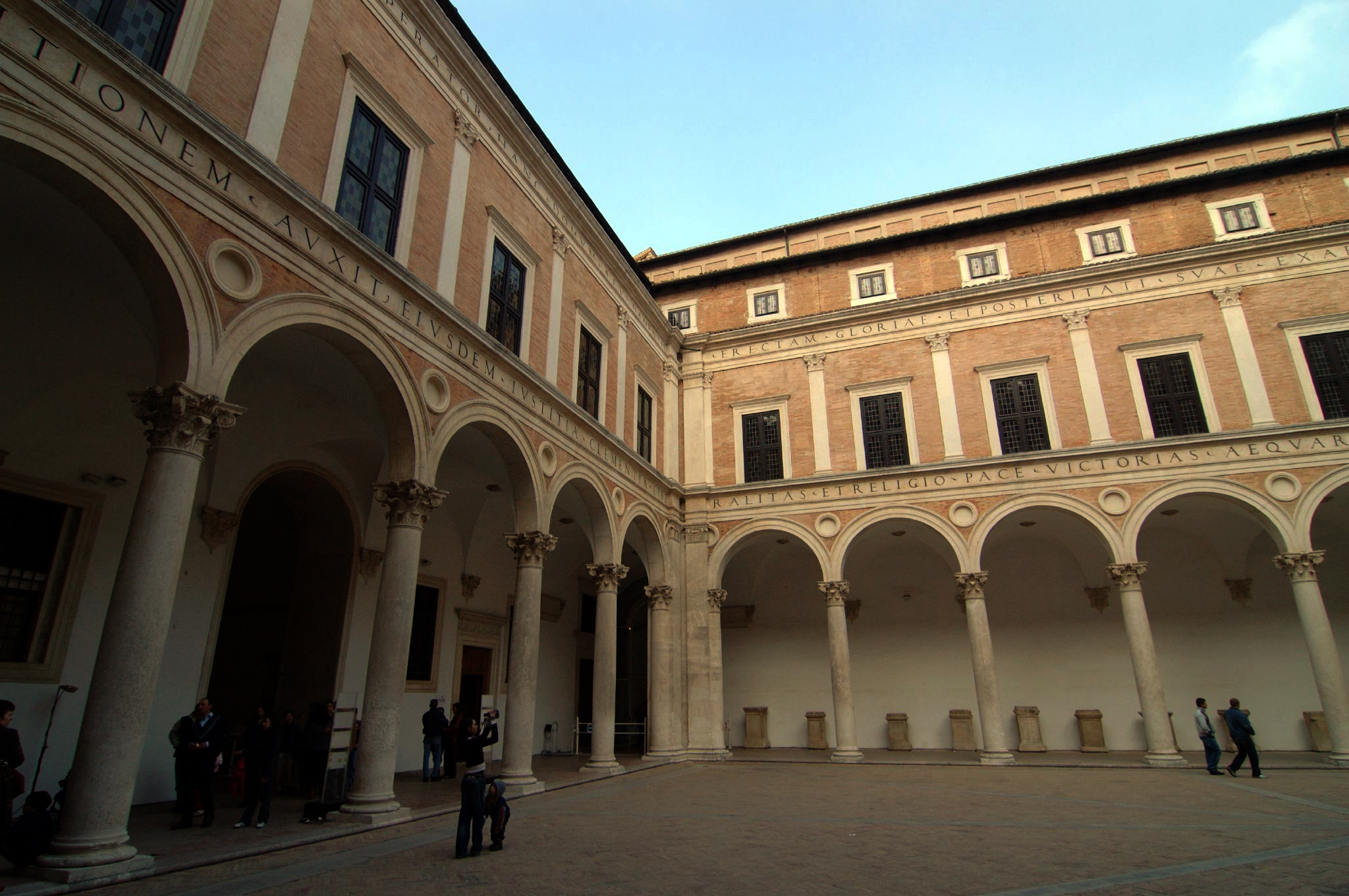
Az urbinói Palazzo Ducale árkádos udvara Mátyás budai palotájával egy időben, hasonló stílusban épült

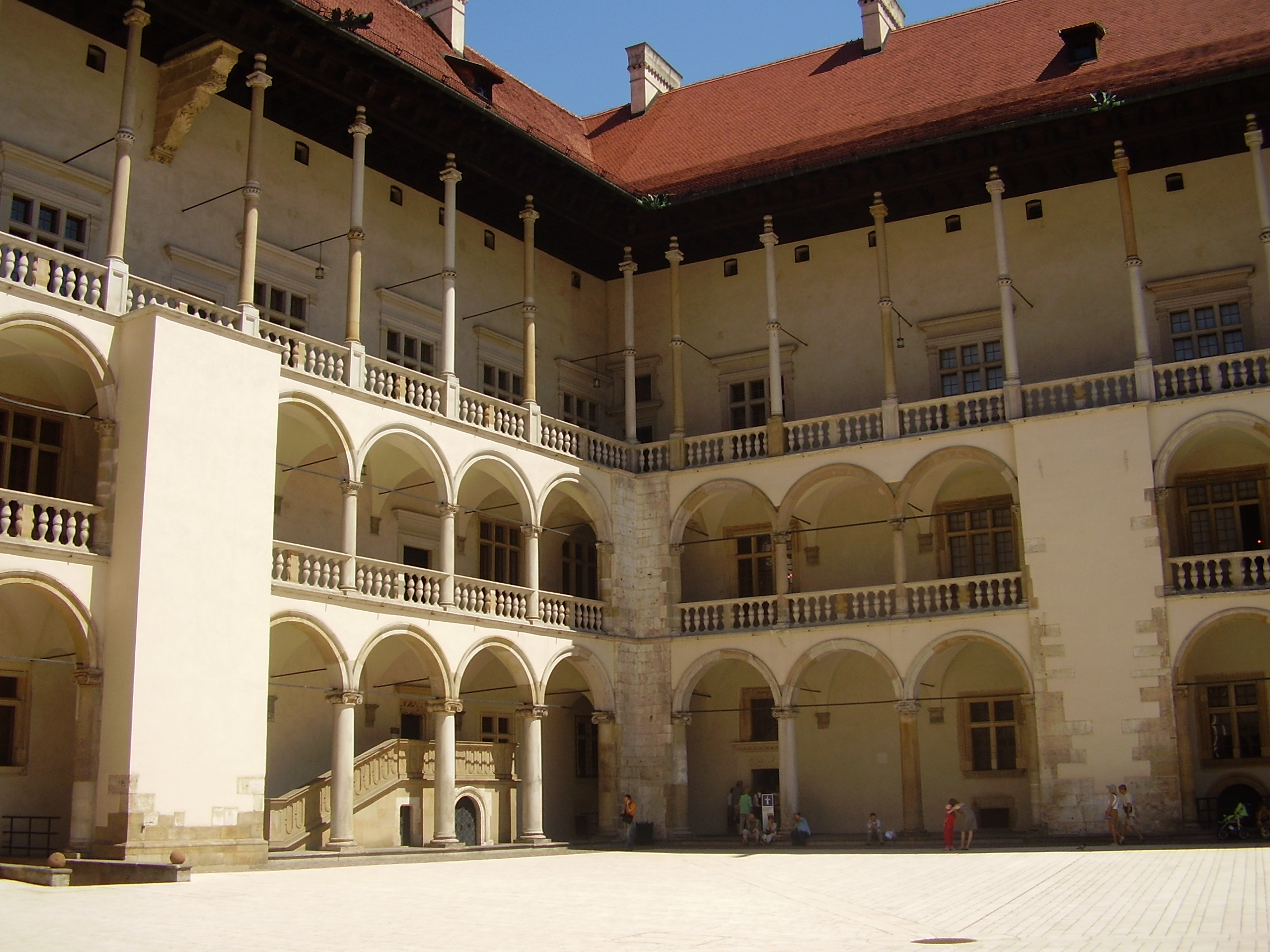
A krakkói Wawel árkádos udvara Mátyás budai palotájának mintájára készült, így segíthet elképzelni az egykori állapotokat

Luxemburgi Zsigmond uralkodásának idején, a 15. század első felében több neves itáliai művész érkezett Magyarországra. 1425–1427 között tartózkodott itt Masolino da Panicale, a Firenzében élő kiváló festőművész, és vélhetőleg évtizedekig itt élt a Filippo Brunelleschi köréhez tartozó építész, Manetto Ammanatini. Mára nyomtalanul elenyészett működésük vélhetően szorosan a királyi udvarhoz és a főnemesek köréhez kötődött, az itáliai késő gótika hazai térhódításának jegyeként. A Zsigmond halálát követő két évtizedben az udvari művészetpártolás eltűnik, a humanista szellem hagyományai azonban tovább élnek, többek közt a Budán élő Szánoki Gergely, Filippo Podocataro, Pier Paolo Vergerio, illetve tanítványa, Vitéz János és a magyar főpapok külföldön tanult tagjai, Janus Pannonius, Vetési Albert veszprémi püspök vagy Handó György kalocsai érsek működésének köszönhetően.
A Hunyadi-családhoz tartozó, az esztergomi palotában kialakított studiolójáról Európa-szerte emlegetett Vitéz lehetett az, aki megismertette a humanista műveltséget a fiatal Mátyással. Bár az 1458-ban trónra került Mátyás 1471–72-ben határozottan fellép Vitéz és köre ellen, 1476-os Aragóniai Beatrix-szel kötött házassága megnyitja a budai királyi udvar kapuit az itáliai művészek előtt. Az ókori művészet újjáélesztésén fáradozó, az antik irodalmat és építészetet hatékonyan propagáló reneszánsz ezáltal Itálián kívül elsőként Magyarországon jelenhetett meg, hatékony uralkodói támogatással.
Nagyszabású építkezéseihez Mátyás neves művészeket hívott Budára, és nem idegenkedett a külföldi megrendelésektől; foglalkoztatta Andrea del Verrocchio műhelyét, portréját pedig Andrea Mantegna festette meg. Az építészet személyes érdeklődési körével is egybeesett: könyvtárában tartotta Leon Battista Alberti építészeti traktátusát, 1488-tól pedig Filarete építészeti szakkönyvét is. Amellett, hogy a korszak egyik legnagyobb könyvtára az uralkodó kétségbevonhatatlan tudományszeretetéről árulkodik, az „all’antica”, azaz antik módra készült faragványok mellett az ókori nagyságot felidéző szobroknak, feliratoknak a királyi udvarban sajátos politikai szerepet nyertek: Mátyás ezzel próbálta megteremteni saját történelmi legitimitását, és megkönnyíteni a tervezett trónátadást törvénytelen fiának.
A reneszánsz építészet Mátyás uralkodásának végéig nem igazán jut túl a királyi udvar határain, jellemző, hogy önálló egyházi épület 1541-ig nem készült reneszánsz stílusban. Utóda, I. Ulászló pedig korántsem szánt ilyen komoly szerepet a művészetpártolásnak udvarában. Ennek ellenére az 1490-es évektől Magyarországon és a környező országokban is megjelennek a reneszánsz formajegyei, eleinte elsősorban a főurak és a főpapok körében – bár egyházi épületre egészen a 16. század első évtizedéig kell várni. Esztergomban az özvegy Beatrix királyné kezdett reprezentatív építkezésekbe. A nyéki királyi villa mellett Itália hatását mutatja Szatmári György pécsi püspök tettyei palotája, és követte a stílust a Buzali Mózes királyi ajtónállómester által átalakíttatott simontornyai várkastély is. Fontos műpártolónak számított a Báthori-család. Báthori Miklós váci püspök székhelyén, a család más tagjai Nyírbátorban kezdtek jelentős építkezésekbe, a reneszánszot ismerő és értő mestereket foglalkoztatva.
Beatrix távozását követően Bakócz Tamás esztergomi érsek vette birtokba az esztergomi palotát. 1506–1509 között felépült sírkápolnája a centrális „all’antica” építészet első Itálián kívüli példája. Míg a Bakócz-kápolna az itáliai reneszánsz elsőrangú példája, a kor másik, nagyjából épségben megmaradt hasonló emlékén, a gyulafehérvári Lázói-kápolnán az úttörő stílus jegyei a helyi késő gótikus hagyományokkal keverednek. Ez a keveredés igen jellemzővé válik a Felvidék és Erdély építészetében; nyomait mutatja például a bártfai városháza (1505–1509), Horvát János szepesi prépost lőcsei háza (1530), vagy a kisszebeni plébániatemplom déli kapuja is. Mivel az építészeti emlékek nagy számban elpusztultak, a korszak kőfaragásának fontos emlékei közé tartoznak a tabernákulumok és a síremlékek.
A korban erősödő török fenyegetés hatására mind nagyobb szerephez jut a hadi építészet. Ez eleinte ugyancsak az itáliai, majd a német befolyás erősödéséhez vezet. A végvári rendszer az 1570–80-as évekre alakul ki, a központi erődítmények (Győr, Komárom, Eger) körül csoportosuló másodrendű (Tata, Pápa, Veszprém, Gyula) és harmadrendű várakkal.

### A mohácsi vész után
Szulejmán szultán 1526-ban felégette Budát, amelyet még többször megostromolt, míg 1541-ben végleg elfoglalta. Az 1526–1538 közötti magyar belháború tovább rontja a helyzetet; az ország jelentős része az Oszmán Birodalom fennhatósága alá kerül, a fennmaradón pedig a Habsburg-házból való I. Ferdinánd, illetve Szapolyai János osztozik. A megosztottság tartósnak bizonyul, és másfél évszázadon át nem csupán a Kárpát-medence politikájára, de művészetére is rányomja bélyegét: a korábbi meghatározó, központi szerep helyett perifériává válik. Az Oszmán Birodalom által uralt területeken a nyugati művészet hegemóniája értelemszerűen megszűnik; helyét a terület provinciális mivoltának megfelelő nívójú, oszmán-török művészet veszi át. A korábbi meghatározó művészeti központok közül Pécs, Kalocsa, Székesfehérvár, Vác és Esztergom is török uralom alá kerül. A szuverén területeken a hadi építészet elsődleges fontosságúvá válik.
A budai királyi udvar szerepét részben veszik át más városok: Pozsony és Bécs különféle intézményei, valamint a gyulafehérvári fejedelmi székhely. A 16. század közepétől mindhárom városban jeles humanista értelmiségiek működnek. Ezek mellett a királyi udvar kulturális szerepének helyettesítésében az Esztergomból Nagyszombatba menekülő érseki székhely, illetve a jelentősebb nemesi családok: a Nádasdyak, a Perényiek, a Rákócziak, a Batthyányak, a Zrínyiek, a Pálffyak, az Esterházyak, valamint a felvidéki és erdélyi polgárvárosok: Bártfa, Eperjes, Nagyszombat, Kassa, Nagyszeben, Brassó, Kolozsvár, Gyulafehérvár, Várad, Debrecen.
Mátyás kultusza már a 16. század elején megjelent, és Szapolyai, illetve fia, a művelt János Zsigmond udvarában kiemelt jelentőséget kapott – szerepe természetesen az uralkodói legitimitás hangsúlyozása volt. Az új királyi székhelyen, Gyulafehérváron reprezentatív palotakomplexum alakult ki a középkori préposti palota felhasználásával. János Zsigmond itáliai és német művészeket is foglalkoztatott, érdekelték az antik emlékek, és nagyméretű – bár Mátyáséhoz nem mérhető – könyvtárat is fenntartott.
Szapolyai János, János Zsigmond, majd utódjuk, Báthory István is folytatta Erdély nagyszabású várépítkezéseit, Szamosújvárott, Gyulafehérváron, illetve Nagyváradon. Báthory a jezsuiták gyulafehérvári és kolozsvári építkezéseit is pártolta. A közreműködő, olasz származású építészek (a Krakkóból ideérkezett Domenico Ridolfini, illetve a jezsuitáknak dolgozó Massimo Milanesi) munkáit csak leírásokból ismerjük: a tizenöt éves háború során megsemmisültek. Báthory ilyen módon politikai törekvéseinek, a lengyel, magyar és erdélyi területek egyesítésének a művészetben is teret adott.
Bethlen Gábor 1613–1629 közötti uralkodása idején a műpártolás és az építészet ismét teret nyert. „Bethlen Gábor fejedelem (…) mind székes helyén, Fejérvárott, Radnóton, Alvincen, Balázsfalván, Fogaras és Várad váraiban nagy friss fejedelmi, pompás épületű házakat építtetett vala, (…) és olyan fundálásokat, pompás épületeket indított volt, (…) hogy azokhoz képest láttatnék mintegy halhatatlanságot igírni önmagának” – írja Szalárdi János. Ezekből pl. Agostino Serena itáliai építész is kivette a reszet. A fejedelmi udvar mellett Erdélyben is meghatározó szerepet töltöttek be építtetőként az uralkodóhoz kötődő nemesurak, mint a gyergyószárhegyi kastély ura, Lázár István, illetve a nemesi családok: a Bánffyak, a Bethlenek vagy a Lónyayak.

## Reneszánsz építészet Magyarországon Mátyás és a Jagellók korában

### Udvari építészet

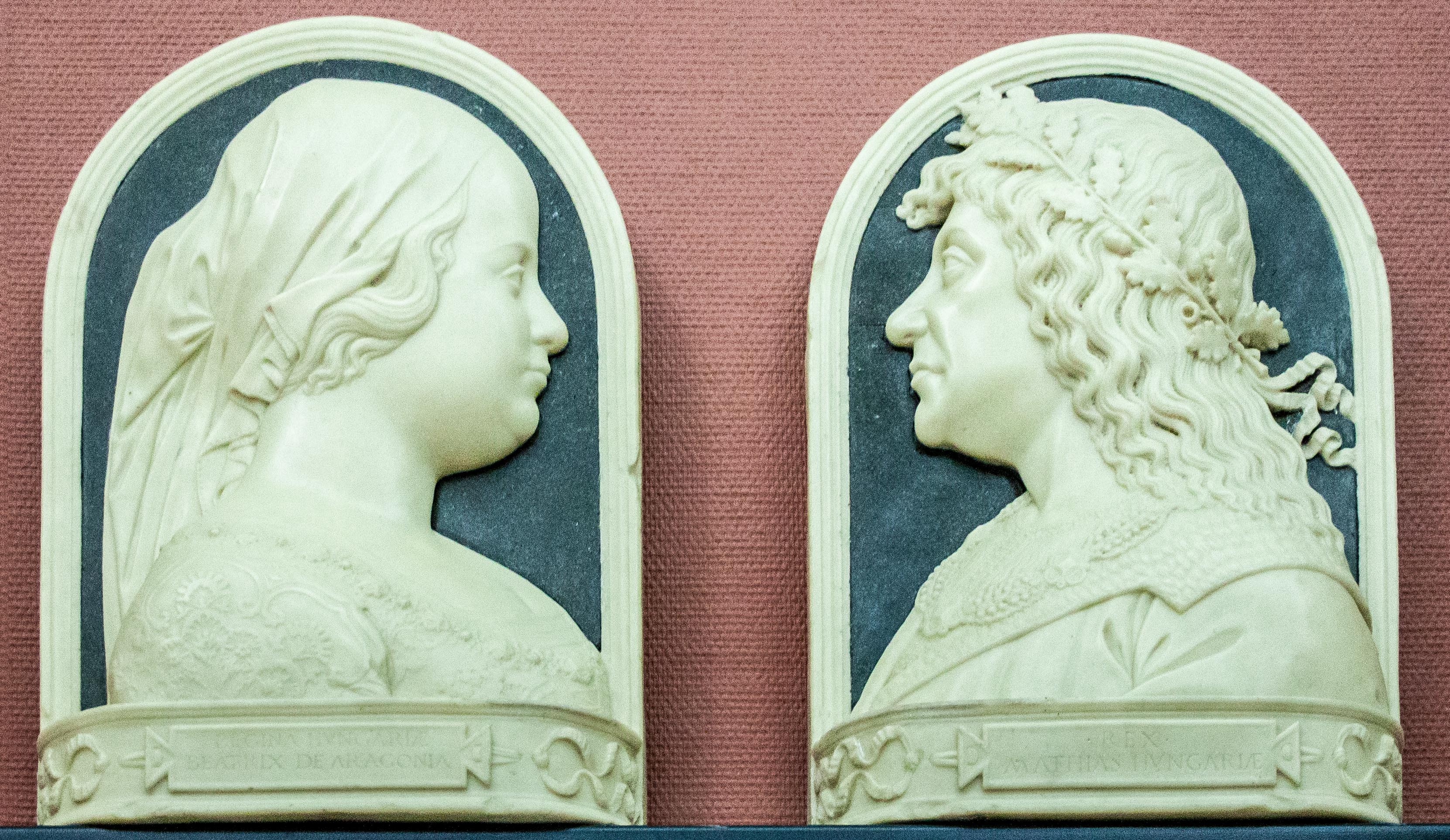
Beatrix és Mátyás egykorú profilképe, vélhetően Giovanni Dalmata munkája

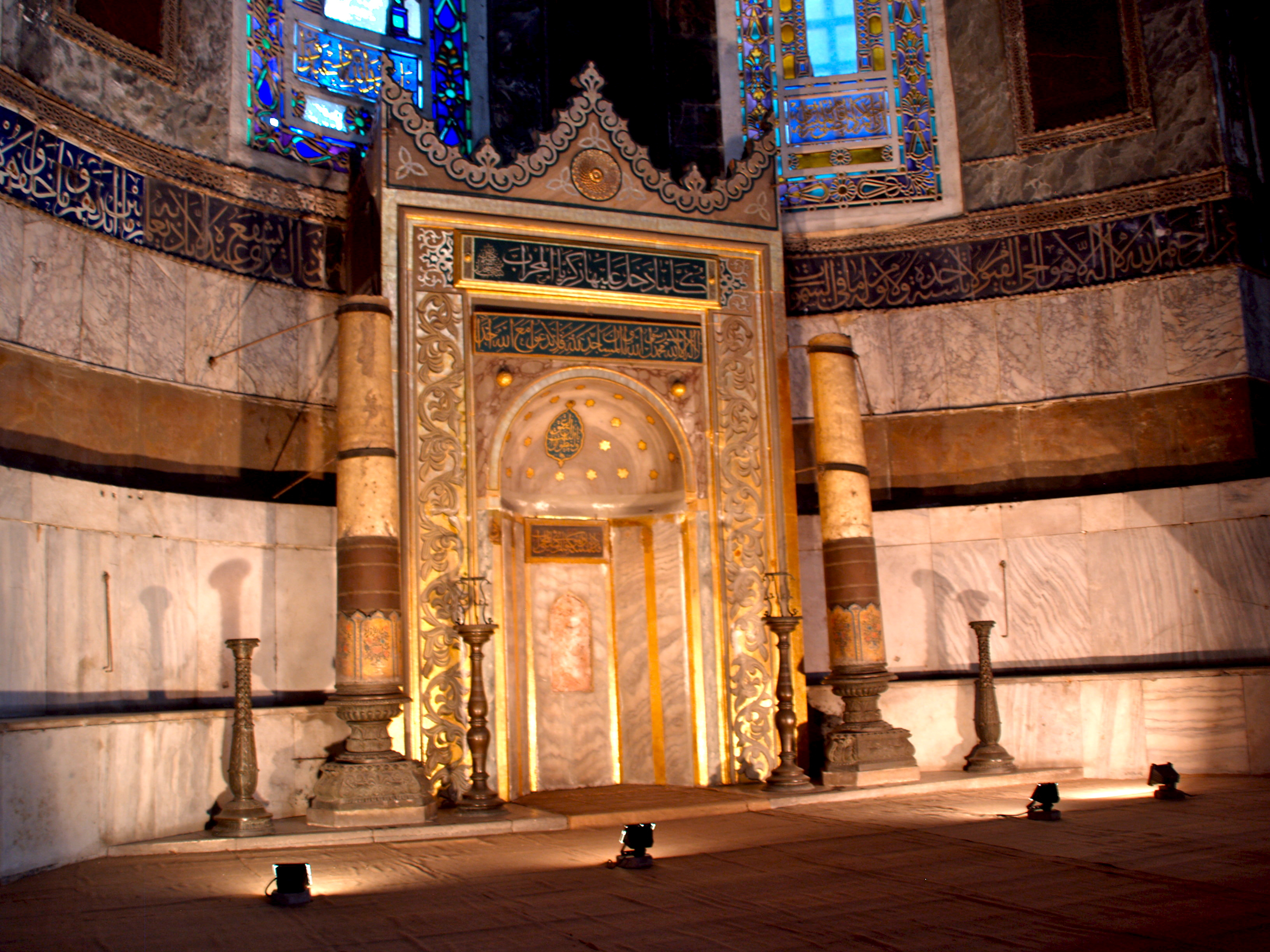
A budai királyi palotából vagy a Mátyás-templomból származó gyertyatartók, kandeláberek az isztambuli Hagia Szophiában

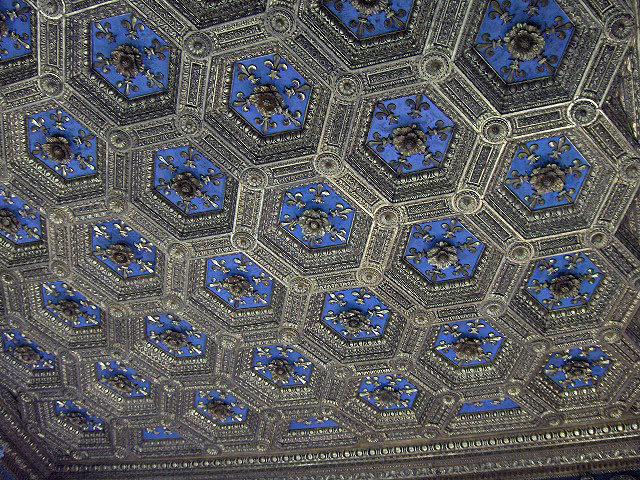
A firenzei Palazzo Vecchióban ma is látható, az 1470-es évekből való mennyezetekhez hasonlóak fedhették a Mátyás által építtetett budai termeket

Mátyás és Beatrix komoly építkezésekbe kezdtek, többek között Budán, Vajdahunyadon, Diósgyőrött, Tatán, Komáromban és Székesfehérváron. Villákat építtettek a budai Várkertben (Aula marmorea), Nyéken, Pesten, Pozsonyban és mindenekelőtt Visegrádon. Új szentély készült a székesfehérvári királyi bazilikához. Mátyás Pozsonyban egyetemet építtetett, és hozzákezdett a budaihoz is. A Délvidéken végvárakat emelt és bővített. Ambícióit érzékelteti, hogy Buda és Pest között hidat is tervezett a Dunán, márványból. Építkezéseire ugyanakkor nem egyértelműen jellemző a reneszánsz. Vajdahunyadon vagy Diósgyőrben a késő gótika a főszereplő, bár a vajdahunyadi vár kétszintes, orsós korlátos loggiája az első ilyen jellegű emlék Erdélyben, a Diósgyőrött talált Madonna-szobortöredék pedig reneszánsz szobrászatunk becses emléke. A Mátyáshoz kötődő épületekből igen kevés maradt ránk olyan állapotban, hogy érzékeltetni tudná a korabeli állapotokat, sok esetben pedig nehéz eldönteni, hogy az építkezések mennyiben fűződnek Mátyáshoz vagy utódaihoz. A legjelentősebb eredmények a budai és visegrádi régészeti feltárásokhoz kötődnek: ezekről az épületekről bírunk a legteljesebb képpel.
A lengyel és cseh területeket uraló Jagellók magyarországi megjelenése a Mátyás udvarában megjelenő reneszánsz közép-európai elterjedését felgyorsította a magyar magterületről (elsősorban Budáról és Esztergomból) a szomszédos országok felé – egyszersmind közvetlen kapcsolatot jelentett a délnémet és cseh területek késő gótikus művészetéhez. Az itáliai „all’antica” művészet különálló jellege azonban megmaradt, nem igazán keveredett a gótikával.

#### A budai királyi palota átépítése, bővítése
Luxemburgi Zsigmond építkezéseinek köszönhetően Mátyás uralkodásának idejére a budai királyi várpalota háromudvaros alapstruktúrája már kialakult. A palotaegyüttes és a Vár lakóházai közötti téren Mátyás az itt kivégeztetett Hunyadi László emlékére bronz Héraklész-szobrot állíttatott. Az előudvarban, a Várba vezető híd két oldalán egy-egy ruhátlan férfi bronzszobra állt. A kettős kaputornyon átjutva érkeztünk a Várpiacra; itt állt Zsigmond Friss-palotája, valamint Mátyás újonnan emelt palotaszárnya. Ehhez széles külső lépcső vezetett, amelyet bronz kandeláberek díszítettek. A márványkeretes főbejárat bronz ajtószárnyakat tartott, Héraklész 12 próbatetelének ábrázolásával. A szemöldökpárkányon Antonio Bonfini epigrammája volt olvasható:
Szép fejedelmi lakodban az érc szobrodnak fénye
Tükrözi, nagy Corvin, messzire lángeszedet.
És ki oly sokszor nyertél a csatán diadalmat,
Érc, márvány és könyv nem hagy enyészni soha. (Hegedüs István fordítása).
Az udvarból az úgynevezett középső kapun keresztül lehetett a trapéz alakú következő udvarba jutni, amelyben a régi épülethomlokzatokat Mátyás egységes, reneszánsz árkádsorral alakíttatta át. Ezekben a háromszintes szárnyakban helyezkedtek el az új királyi lakosztályok, a trónterem, valamint a Duna felőli új szárnyban a Corvina-könyvtár. A könyvtár két terme közül az egyik mennyezetére az égitestek pályáját festették két asztrológussal, a konstelláció Mátyás születésének időpontját mutatta. A termek többségét faragott, kazettás síkmennyezetek fedték, a padlókat pedig helyben előállított, mázas majolikaburkolattal látták el. Az ablak- és ajtókeretek itáliai mintára, reneszánsz modorban, márványból készültek, a „fenestra ytalicus” néven ismert két- és háromosztású ablakok innen terjednek el később az országban. Az udvar közepén márványmedencés kút állt, Pallasz Athéné szobrával. (A kútkáván a források által megörökített német nyelvű felirat arra utal, hogy Mátyás nem kizárólag itáliai mesterekkel dolgoztatott.)
A palota legbelső, szűk udvara a legrégebbi épületmagban nyílt; Mátyás itt nem módosított sokat a meglévő állapoton. Teljesen újjáalakította viszont a várkerteket (mint erről egy címeres, ma is látható kútkáva is tanúskodik), nagyszabású építkezések segítségével pedig függőkertet is építtetett.
Chimenti Camicia firenzei építészről írva Giorgio Vasari 1550-ben megemlíti: „firenzei származású volt, és a magyar király szolgálatában állt, akinek palotákat, kerteket, kutakat, templomokat, erődöket és több más fontos építményt épített, ornamentumokkal, faragásokkal, megmunkált mennyezeteket és más hasonló dolgot, amelyeket Baccio Cellini dolgozott ki nagy gondossággal.” Ez alapján feltételezhető, hogy Camicia volt a Mátyás-kori építkezések első vezető építésze és a loggiás udvar koncepciójának kialakítója. A budai királyi kőfaragóműhelybe érkező mesterek közül név szerint ismerjük a firenzei Benedetto da Maianót és Tommaso Fiambertit, a ferrarai Gian Cristoforo Romanót (Mátyás és Beatrix páros portréjának alkotója), illetve a Rómából érkezett Giovanni Dalmatát (más néven Johannes Duknovich de Tragurio). A bronzszobrokat Traui Jakab (Jacobus Tragurius Dalmata) nevével hozzák összefüggésbe.

#### A visegrádi királyi palota átépítése, bővítése

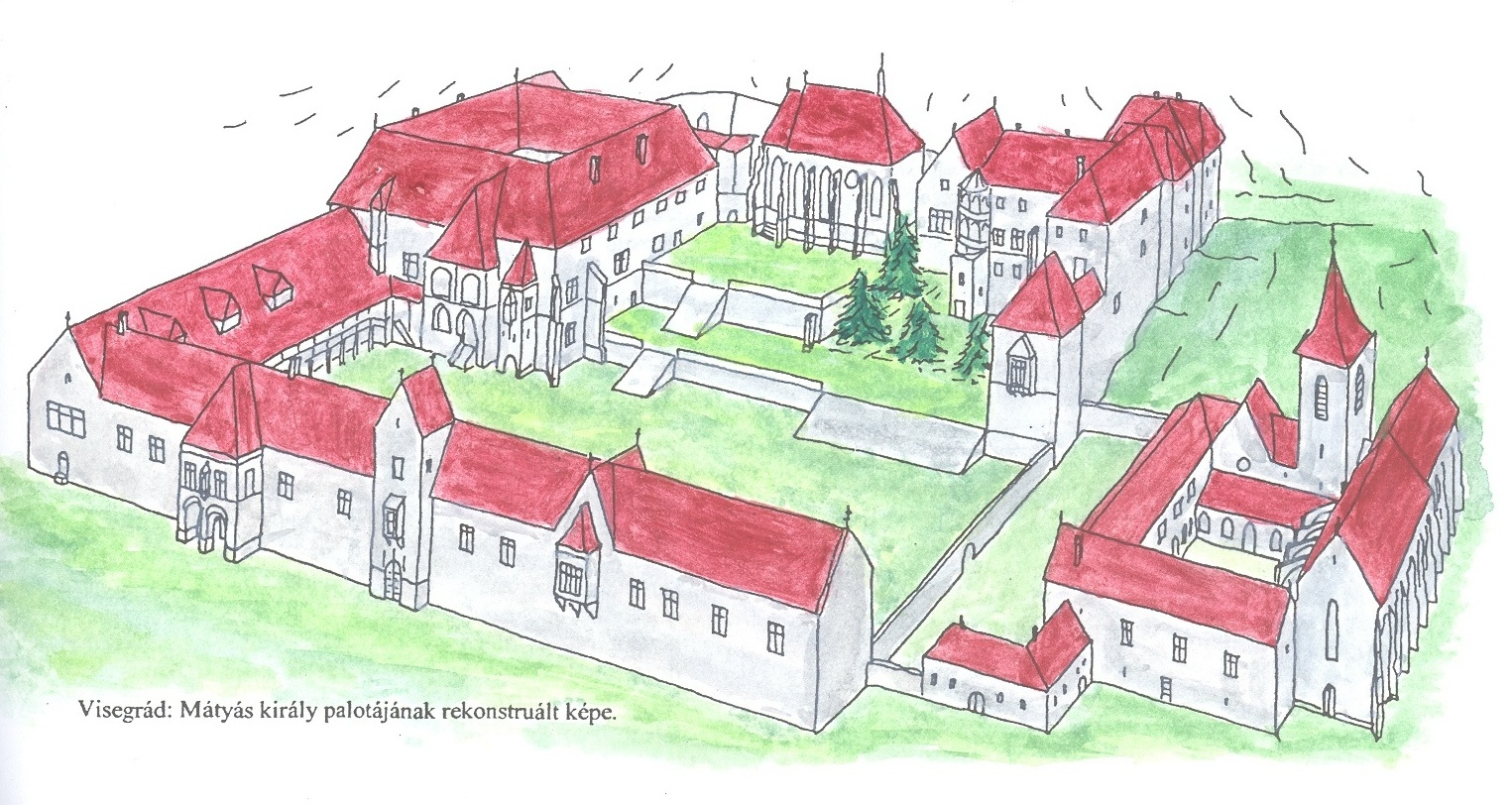
A visegrádi királyi palota rajzi rekonstrukciója

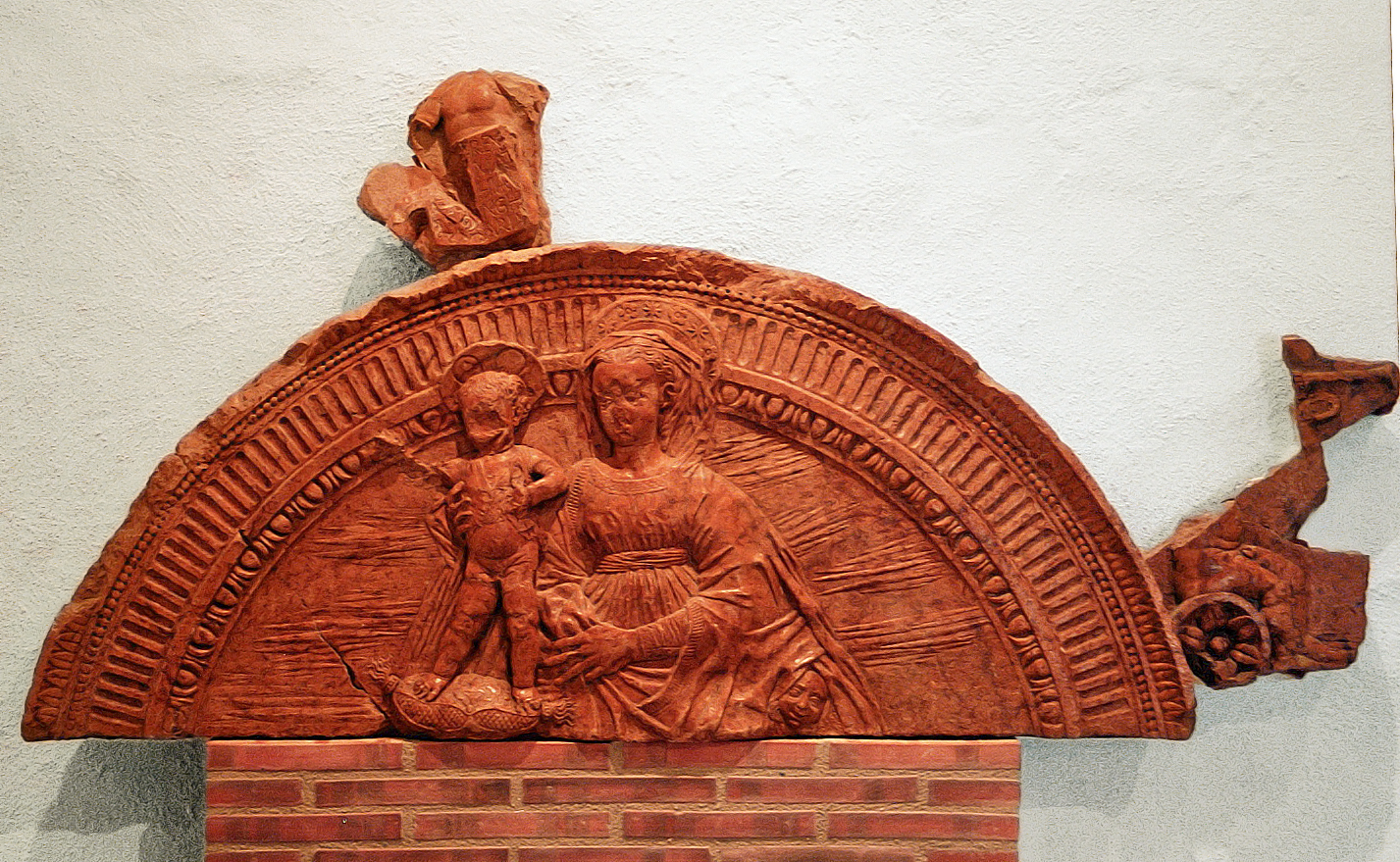
A Visegrádi Madonna

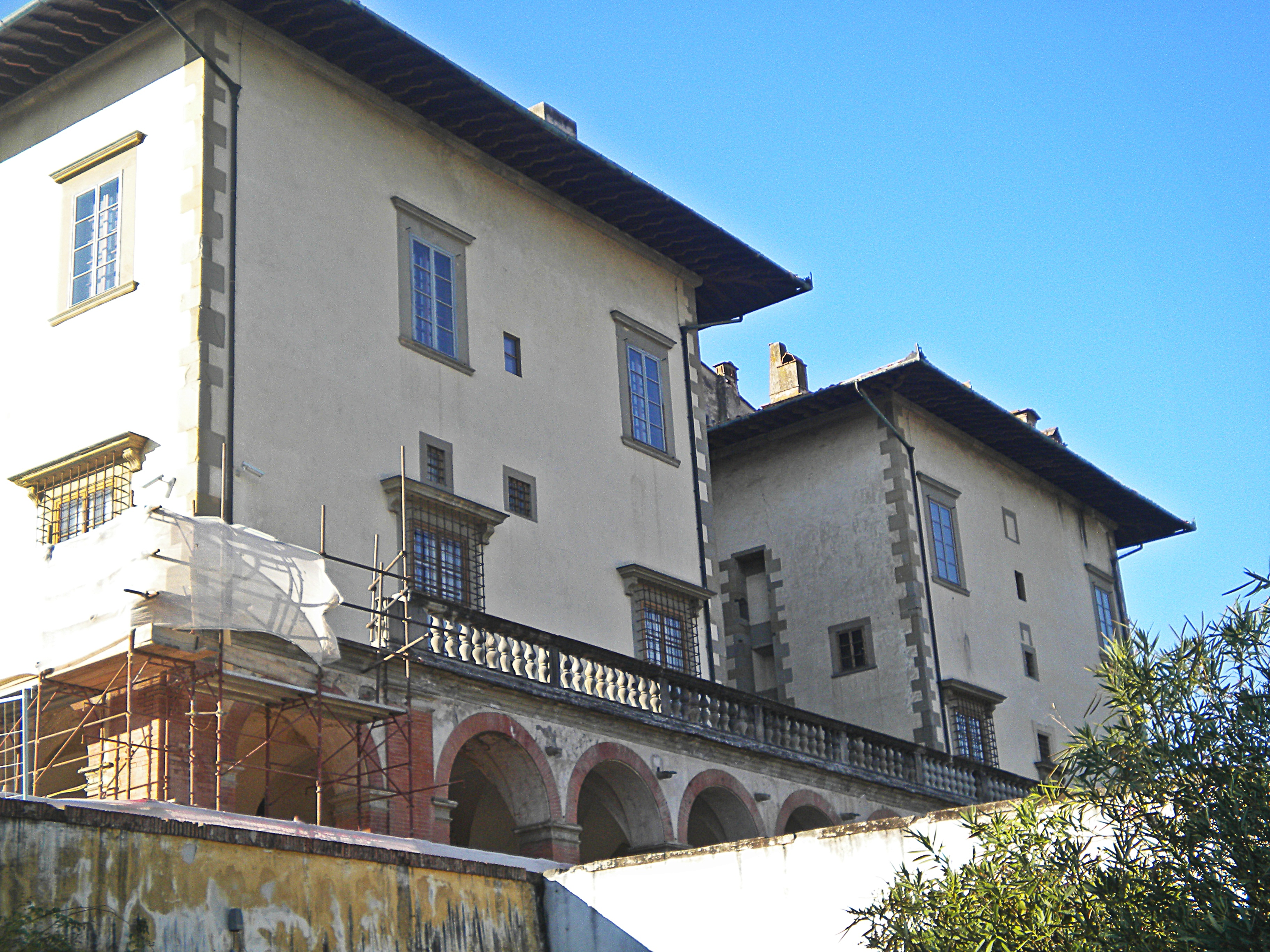
Villa Medici, Poggia a Caiano, Olaszország – Horler Miklós szerint ez szolgálhatott a budanyéki királyi villa előképeként

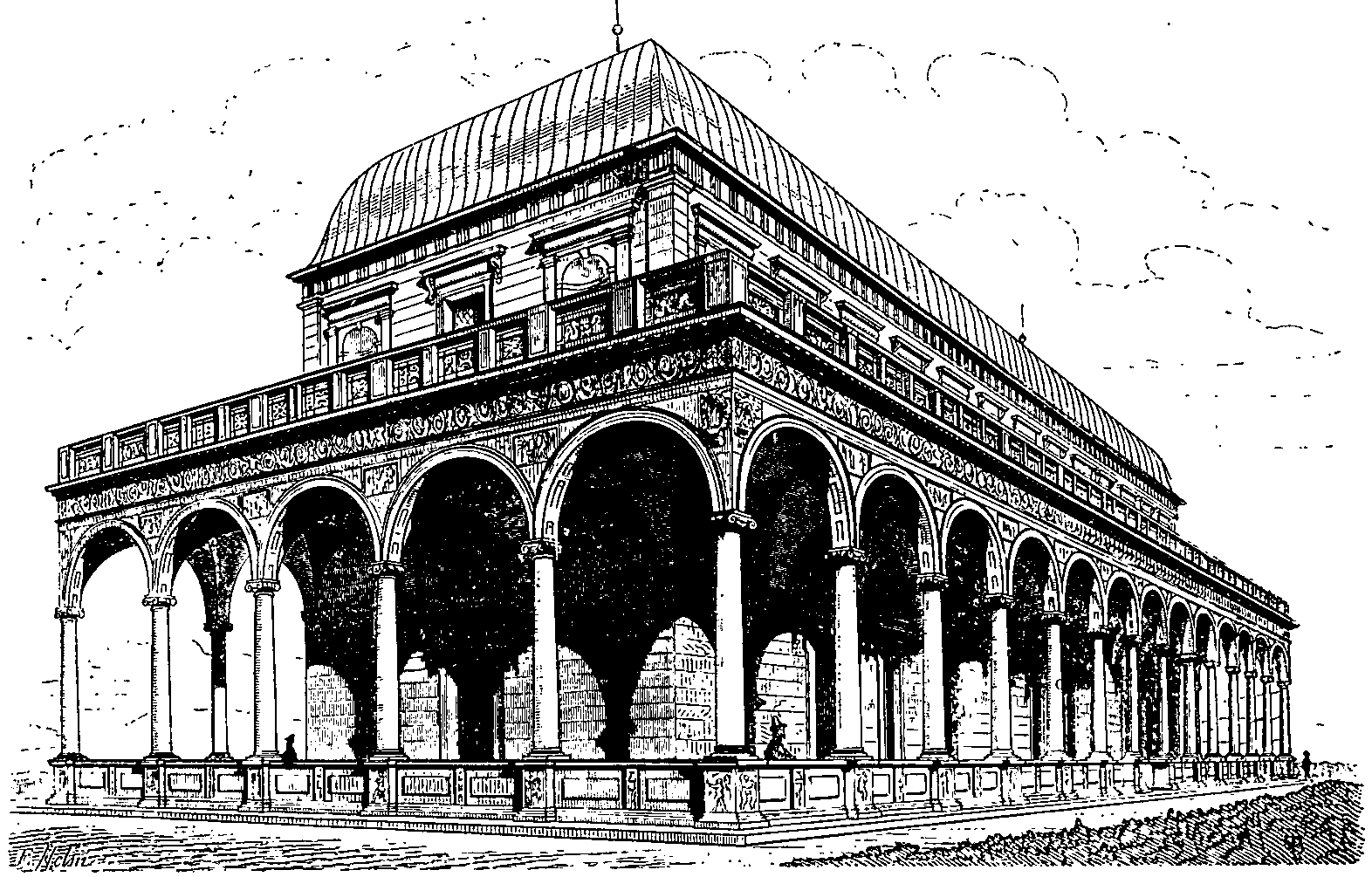
A prágai Belvedere-palota (itt egy 1892-es rajzon) a nyéki villa mintájára épülhetett 1538-tól

Mátyás 1476-tól körülbelül egy évtizeden át foglalkozott a visegrádi palota átépítésével, amelyet – kiemelt jelentőségű nyári rezidencia lévén – a budai udvarbíróság felügyelt. A korábbi épületet teljesen felújították, kicserélték az ablakokat, ajtókat, a födémeket és a tetőket, új szárny azonban csak az utcavonalon készült. A beépített új részletek egy része késő gótikus jegyeket mutat, jelentős hányaduk azonban itáliai mesterek munkájaként „all'antica” reneszánsz stílusban készült. A palotakápolna előtt kialakított új teraszra széles, a budai palotában építetthez hasonló, reprezentatív lépcsősor vezetett az alsó udvarból.
Az újonnan készült épületrészek között a legjelentősebb a királyi lakóépület belső udvarának újjáépítésével kialakított kétszintes keringő, alul késő gótikus, felül reneszánsz árkádokkal és bábos korláttal. (Az építkezést a kerengő alsó szintjének egyik boltozati bordáján látható évszám 1484-re keltezi.) Itt, az udvarban állították fel Giovanni Dalmata vörös márvány Herkules-kútját, de vélhetően az ő műve a díszudvar loggiája is. Ekkor boltozták be az udvar körülvevő lakó- és fogadótermeket, és építették ki a második emelet famennyezettel fedett teremsorát; itt helyezkedtek el a legfontosabb lakóterek, és innen lehetett megközelíteni a fürdőt, valamint a keleti felső kertet, amelyben Mátyás 1483-as felirattal keltezett, késő gótikus vörös márvány falikutat állíttatott fel.
A palotakápolna hajójának téglaburkolatát megtartották, a szentélybe azonban majolikapadló készült, emellett új fakarzat is épült. Feltételezhetően a szentségházhoz tartoztak a fellelt fehér márvány töredékek, amelyeket valószínűleg Andrea del Verrocchio firenzei műhelyéből szállítottak Visegrádra. A helyszínen, magyar anyagból készült azonban a „Visegrádi Madonna”, amely szintén a kápolnát díszíthette egykoron.
Szintén Giovanni Dalmata készíthette az alsó udvarban felállított Múzsák kútját, amelynek csak kisméretű töredékei maradtak ránk. A palotától északra fekvő virágoskert közepén a beszámolók tanúsága szerint bronzszoborral díszített kút állt.

#### A budanyéki villa
A Zsigmond-kori előzményekkel rendelkező budanyéki épületegyüttes két részből: a kétszintes, loggiás királyi lakóépületből, illetve a nagyméretű, földszintes fogadócsarnokból állt. A töredékek alapján ezek „all antica” stílusban épültek, Balogh Jolán szerint az 1480-as években, Chimenti Camicia munkájaként, aki kifejezetten Alberti elképzeléseit követte volna. Mivel a területről a Jagelló-uralkodók címerét viselő faragványok is előkerültek, nehéz megállapítani, hogy Mátyás utódai befejezték, vagy bővítették a kész épületeket – ezért építésük dátumaként viszonylag tág időtartamot. A kutatók egy része ezért az 1480-as évek vége, 1500-as évek eleje közötti évtizedeket jelöli meg az építés koraként, újabban, Horler Miklós nyomán pedig többen úgy vélik, Mátyás csak átalakíttatta a korábbi, Zsigmond-kori villát, és a teljesen új tömböket Ulászló építette ki, a francia Anne de Foix-val kötött 1502-es frigye alkalmával. E feltételezés szerint a villa előképe a Poggia a Caianó-i Villa Medici lehetett.
Valószínűnek tűnik, hogy a budai Aula marmorea hatását tükröző nyéki nyaralópalota mintájára épülhetett a prágai Vár Belvedere-palotája 1538 után – annál is inkább, mivel az építtető I. Ferdinánd budai tartózkodása során láthatta a nyéki villát. A palotában a Budára 1526-ban bevonuló Nagy Szulejmán is eltöltött két napot. Az épület később, vélhetően a török idők alatt pusztult el, maradványait Antonio Bonfini leírásai alapján azonosították és tárták fel a két világháború között.

### Főúri, nemesi építkezések 1526 előtt
Az építészeti emlékek pusztulása miatt a korról lehetetlen teljes képet alkotni. A fellelt töredékek alapján folytak reneszánsz stílusú építkezések Kinizsi Pál nagyvázsonyi várában, Ráskai Balázs budai udvarbíró csővári erődjében, illetve a solymári várban is, amely előbb szintén Ráskai, majd II. Ulászló tulajdonában volt.
- Simontornya, vár – Gergelylaki Buzlai Mózes, Mátyás diplomatája a Tolna vármegyei Simontornyán valószínűleg a budanyéki palota mestereivel építtette át a középkori várat reneszánsz stílusban, a 16. század első évtizedében. Az újonnan emelt déli szárny mellett a meglévő keletit is újraformálták, gótikus ablak- és ajtókereteit reneszánsz faragványokra cserélve; az északi szárnyban kapott helyet a palotakápolna és a lovagterem. Az udvari homlokzaton kialakított, háromszintes loggiát töredékekből a nagyrészt elpusztult vár 20. századi helyreállítása során részlegesen rekonstruálták, Horler Miklós tervei alapján.[31]
- Siklós, vár – a gótikus eredetű várat Perényi Imre nádor 1515–1519 között építtette újjá. Fennmaradt faragványai Nyék és Simontornya körébe utalják, azaz vélhetően a budai és esztergomi műhelyek dolgoztak itt is. Az értékes, reneszánsz stílusú részletek közé sorolható a Perényi címerével díszített kandalló, a kápolna balusztrádos karzata, az udvari pilléres-orsós korlát, valamint a kápolna faragott oratóriumablaka.[32] A kápolna belső terét ugyanakkor késő gótikus hálóboltozat fedi, a két stílus párhuzamosságának jeleként.[33]
- Nyírbátor, Báthori-építkezések – a Báthori-család tagjai 1526 előtt palotakomplexumot és két reneszánsz részletekkel díszített, alapvetően késő gótikus csarnoktemplomot is építtettek birtokközpontjukban. A Szent Györgynek szentelt (ma református) templom déli kettős kapuja, papi ülőfülkéje s tabernákuluma all’antica stílusban készült. Budáról kerülhettek ide a magyarországi reneszánsz szobrászat legépebben fennmaradt emlékével, az ún. Báthori-madonnával együtt. Fennmaradt a Szent György-templom 1511-ből való stalluma is, amelyet Budán élő itáliai fafaragók készíthettek.[34] A templom mögött állt a vélhetően Báthori István vajda idején emelt vár, amelyből az ebédlőpalota épülete maradt fenn erősen átalakított, majd a 2000-es években rekonstruált állapotban.[35]

### Egyházi építkezések a korai reneszánsz jegyében
A kor egyik művészeti központja Esztergom, ahol Ippolito d’Este és utóda, Bakócz Tamás is komoly építkezésekbe fog. A székesegyházban szintén többek építkezéséről tudunk: kápolnát alakít ki például Pápai András kanonok és Kesztölczi Mihály olvasókanonok is.
Váradi Péter kalocsa-bácsi érsek (1480–1501) a török fenyegetés miatt elsősorban hadi építkezései okán maradt fenn az utókor emlékezetében. Hozzá kötődik Bács téglavárának kibővítése és reneszánsz átépítése, valamint Pétervárad olaszbástyás erődítménye.
Báthori Miklós váci püspök komoly építkezéseket folytatott, a töredékek alapján elsőrangú műhellyel dolgozott már 1490 előtt. A váci székesegyházban és a püspöki palota mellett nógrádi várában is építkezett. Innen került elő a legkorábbi évszámos magyar reneszánsz faragvány, a püspök címerköve 1483-ra datálva. Ugyancsak Báthorihoz köthető a mogyoródi bencés apátság reneszánsz stílusú átépítése.
Kisebb építkezések folytak Pannonhalmán, elsősorban Tolnai Máté apátnak (1500–1535) köszönhetően. A korszak reneszánsz kőfaragó műhelyeinek értékes emléke a pesti Belvárosi plébániatemplom két vörös márvány pasztofóriuma, amelyeket Pest városa és Nagyrévy András címerei díszítenek.

#### Bakócz-kápolna, Esztergom
Bakócz Tamás 1497-től lett Esztergom érseke, és csakhamar komoly építkezésekbe kezdett. Beatrix elköltözését követően. 1500 után folytatta az egykori királyi vár bővítését az ebédlőpalotával és a Duna felőli függőkertekkel; és 1520 körül átalakíttatta a város melletti érseki nyaralót, a szentgyörgymezői, ún. Ákospalotát is. A legfontosabb, hozzá kötődő építmény a Szent Adalbert-székesegyházhoz kapcsolódó sírkápolnája volt. A teljes egészében süttői vörös mészkőből faragott, négyzetes alaprajzú építmény vasvázas, fémkazettás kupola fedte (ez mára elpusztult). A kápolna 1506–1509 között készült el, építésze vélhetően Giuliano da Sangallo köréhez tartozhatott. A carrarai fehér márványból készült oltárt, a firenzei Andrea Ferrucci munkáját csak 1519-ben szállították le. A török időkben rommá lett középkori székesegyház egyetlen elemeként a kápolnát 1686-ban helyreállították, majd a 19. században darabjaira szedték és beépítették az új templomba. Bár kupolája és homlokzatai elpusztultak, a Bakócz-kápolna jelenlegi állapotában is a magyarországi reneszánsz építészet legjelentősebb, európai színvonalú emléke. A maga korában az első, Itálián kívüli all’antica egyházi épületként komoly hatást gyakorolt a régió, elsősorban Lengyelország építészetének fejlődésére.

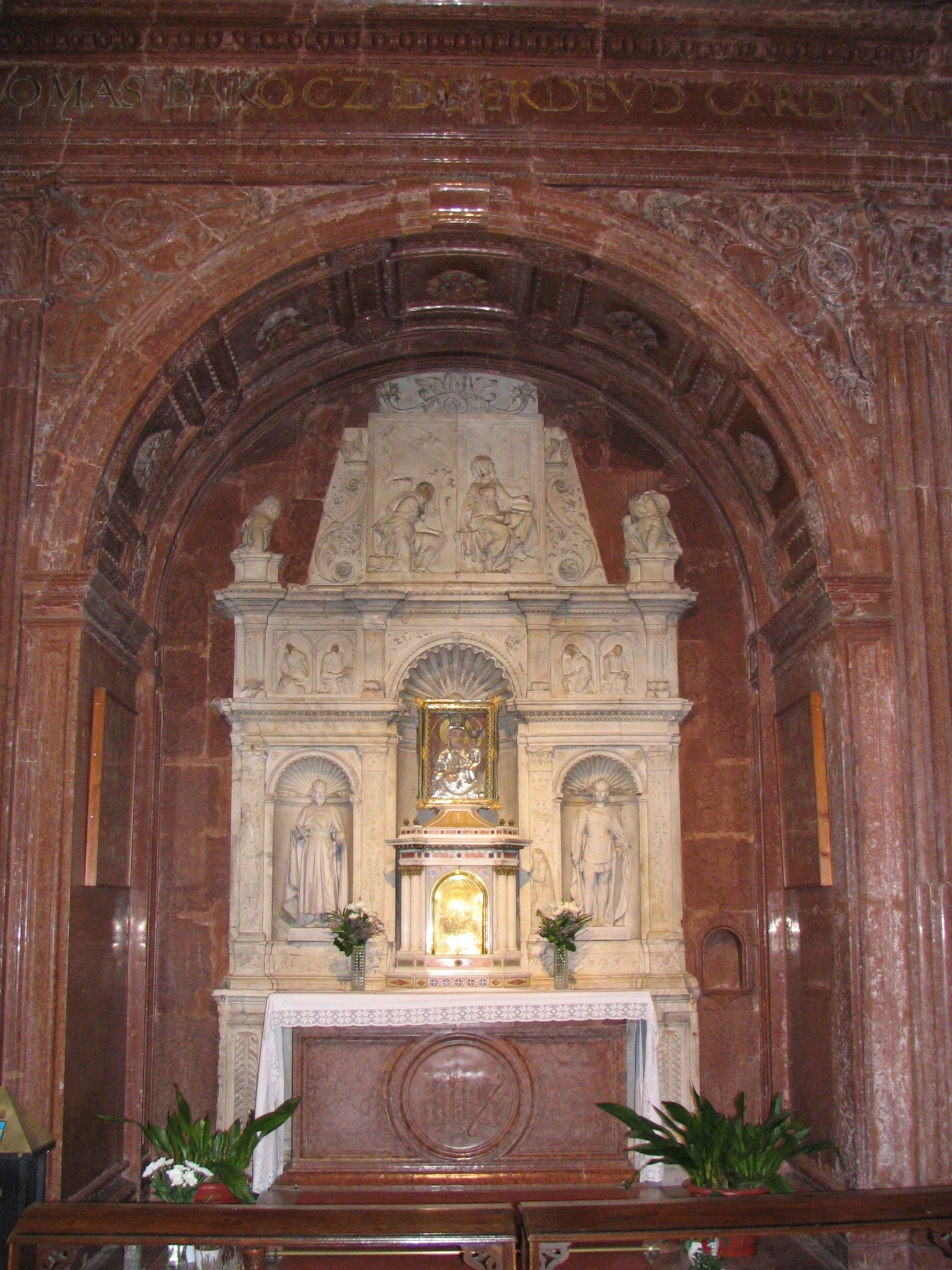
Oltár a Bakócz-kápolnában
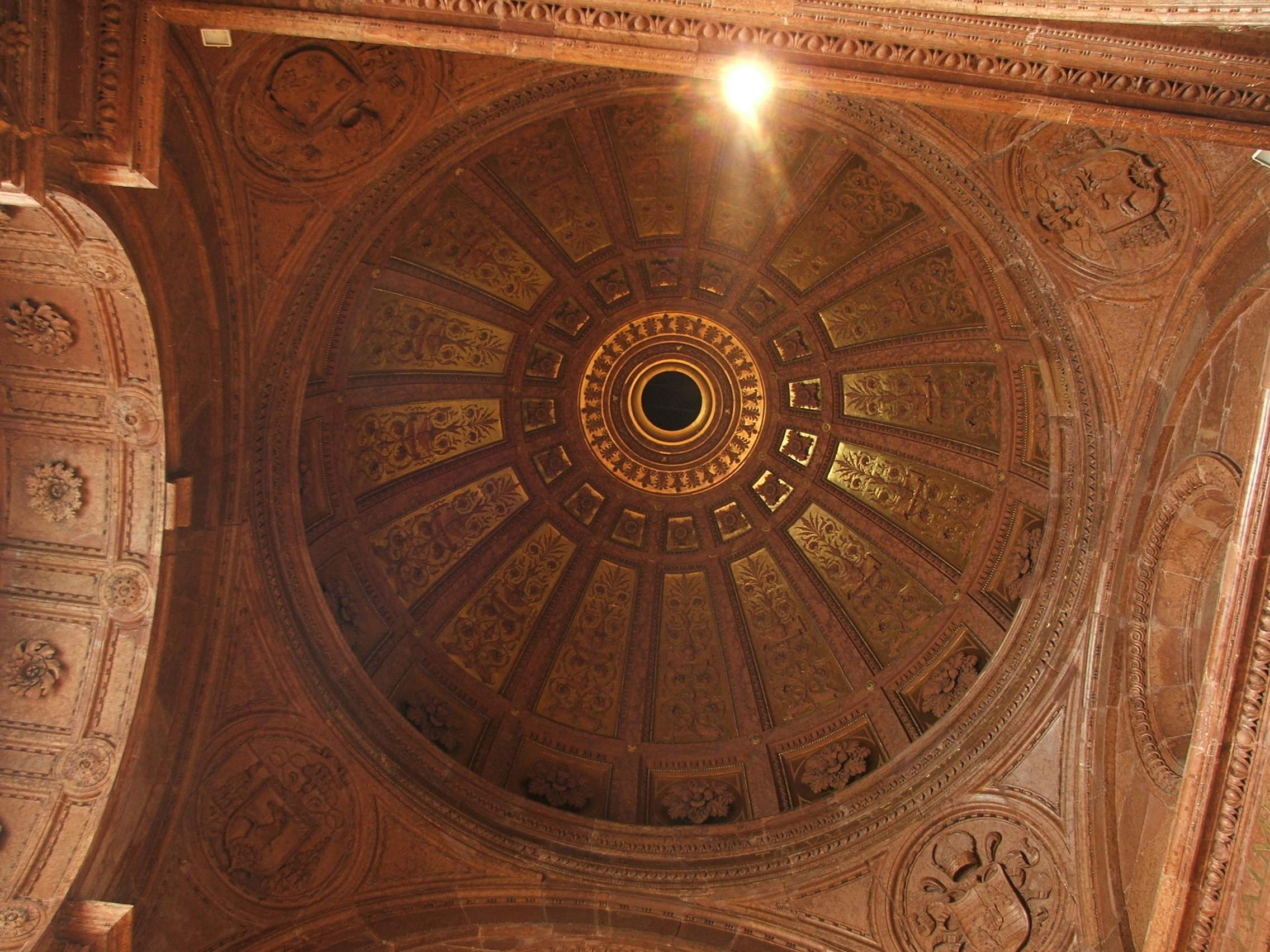
Az eredeti csegelyekre épült, 19. századi kupola
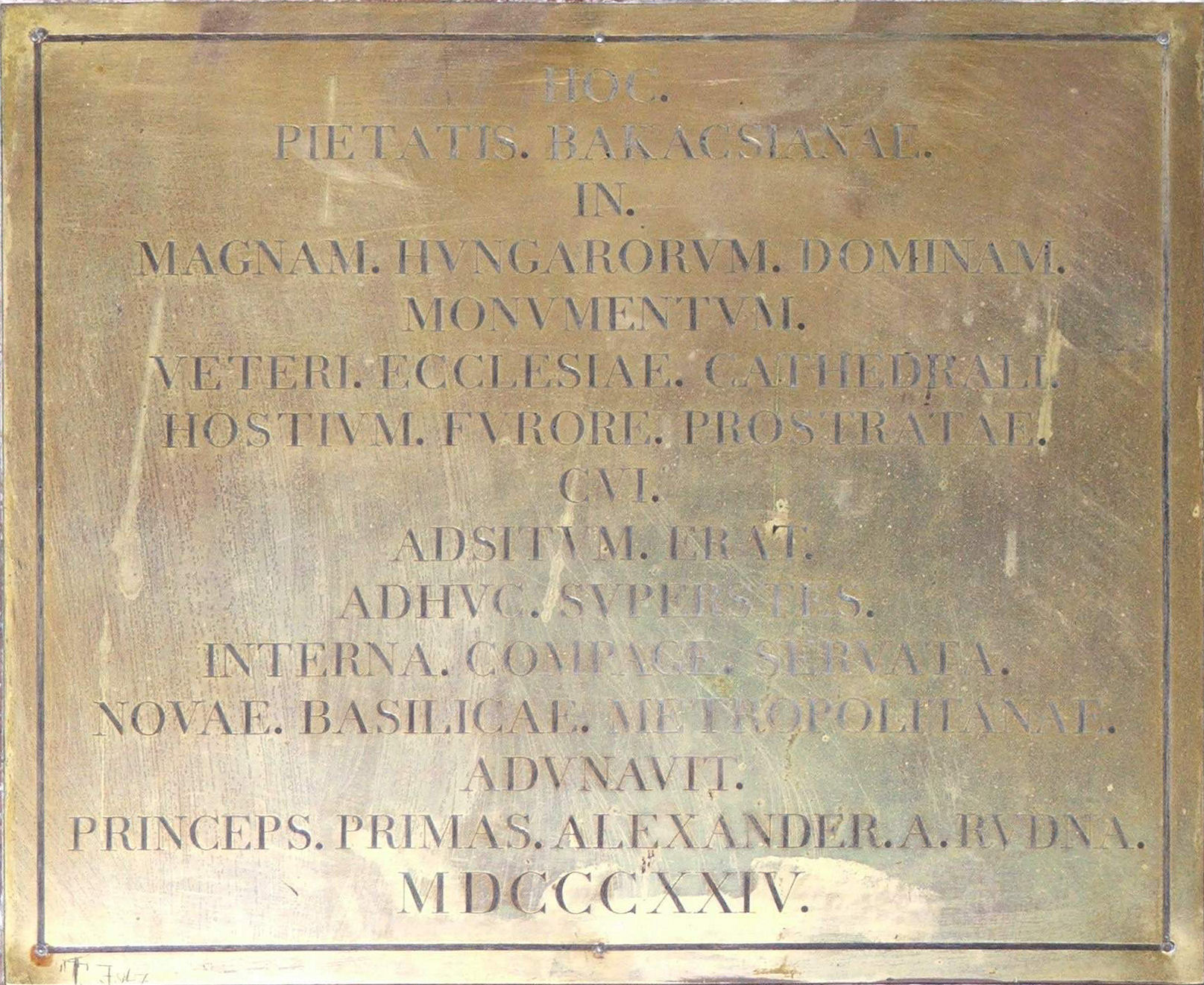
Az építtető antikva betűs felirata
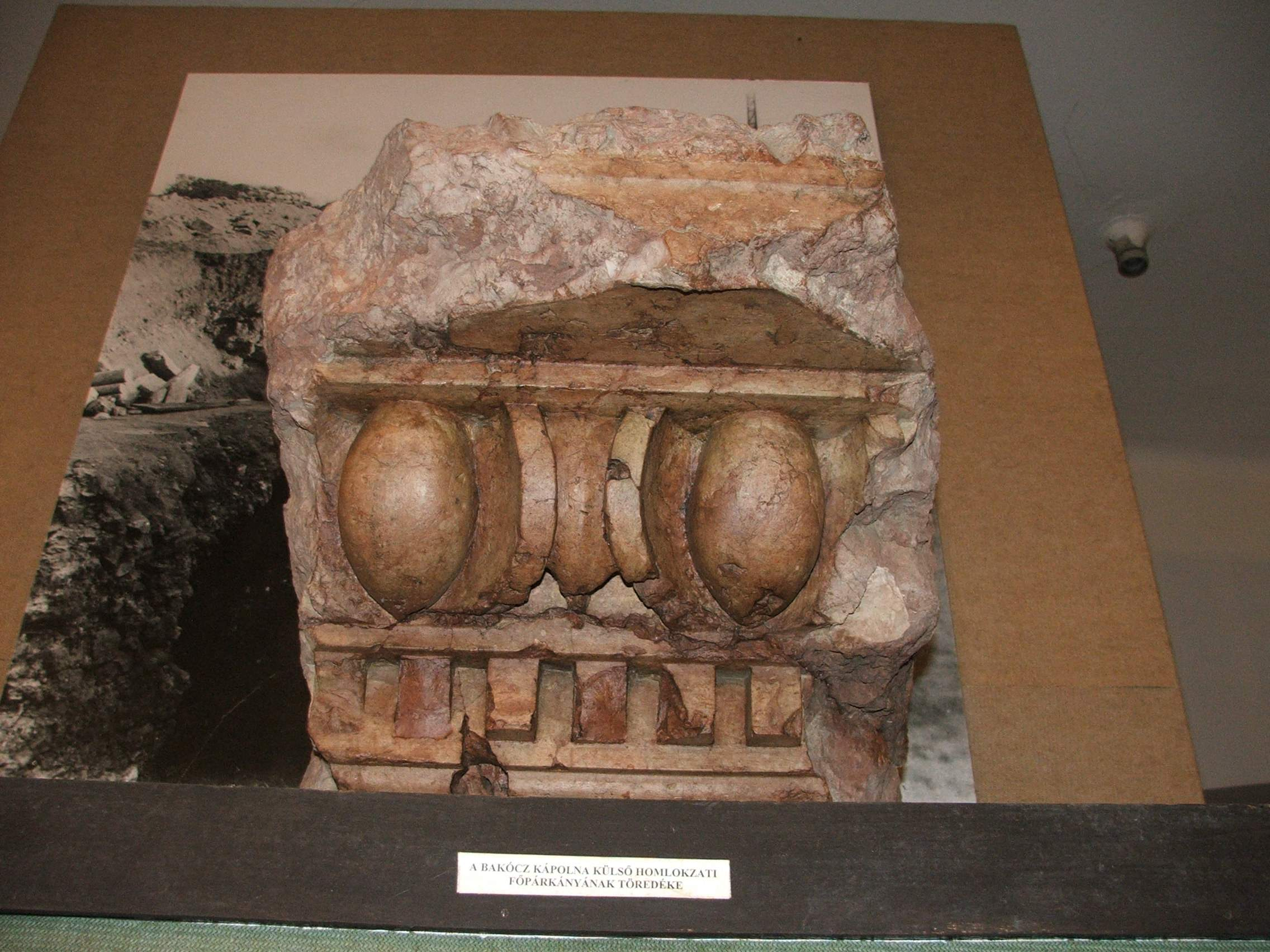
Homlokzattöredék (Balassa Bálint Múzeum, Esztergom)

#### Szatmári György építkezései

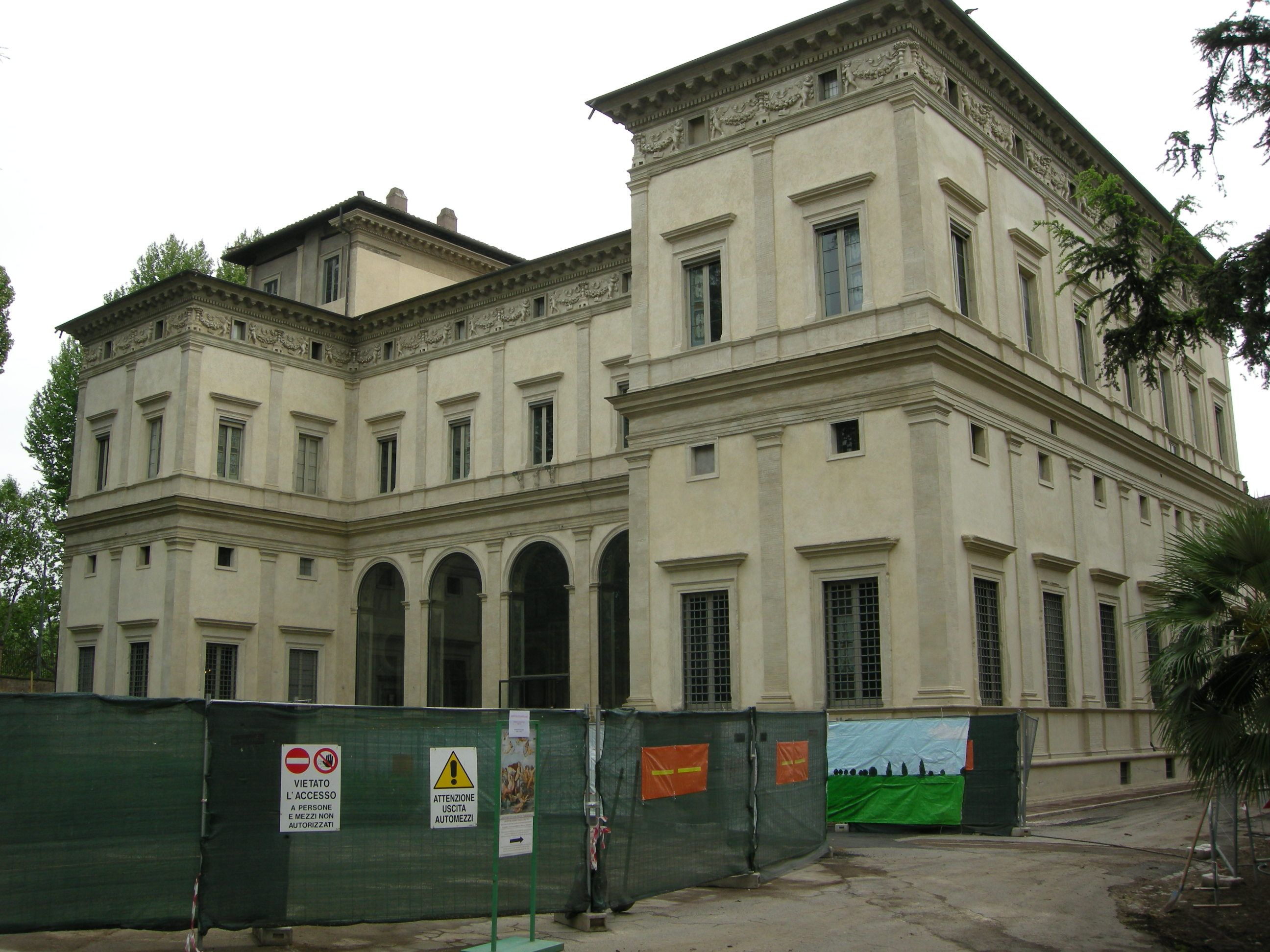
A római Villa Farnesina

Szatmári György, a Jagelló-korszak befolyásos egyházura első komolyabb építkezése a szülővárosában, Kassán emelt bővítmény, a Szent Mihály-kápolna északi mellékkápolnájaként. Kétéves veszprémi, majd négyéves nagyváradi püspökségét követően került Pécsre, 1505-ben, ahol a következő másfél évtized során komoly építkezésekbe kezdett, sőt vélhetően önálló kőfaragó műhelyt is alapított. Ő készíttette saját palotájába a székesegyházban ma is álló vörös márvány reneszánsz tabernákulumot, nagy valószínűséggel a Bakócz-kápolna kőfaragóival. Átépíttette a püspöki palotát és a középkori káptalanházat, legjelentősebb, részben ma is álló beruházása azonban a tettyei püspöki nyaralóvilla volt. A „villa suburbana” típushoz sorolható épület a magyar kora reneszánszban egyedülálló, U alakú, kétszintes, belső udvarában (legalább részben) loggiás volt, vélhetően az 1510-es években készült itáliai tervező munkájaként. A korszakból hasonló, U alakú, többszintes, loggiás villaépületeket csak Itáliából ismerünk – ilyen a Chigi család két villája, a sienai Villa Chigi alle Volte és a római Villa Chigi presso porta Settimana (Villa Farnesina).

#### Lázói-kápolna, Gyulafehérvár
Lázói János kápolnája 1512-ben készült el a gyulafehérvári székesegyház északi oldalán, ahol egyben bejárati csarnokként is szolgált. Felépítése, szerkezete késő gótikus, de faragványai egyértelműen az itáliai reneszánsz hatását mutatják. A homlokzatot bibliai témájú faragványok díszítik, valamint antikva betűkkel vésett disztichonok, amelyeket maga az építtető írt. A belsőben igen szép a templomba vezető kapu faragott kerete. A kivitelezés nívója alapján teljes egészben helyi mesterek munkája lehet. A Bakócz-kápolna mellett ez az egyetlen, a mohácsi csata előttről származó, reneszánsz jegyeket viselő nagyobb szabású egyházi alkotás, amely máig fennmaradt.

### Városi, polgári építkezések
A Jagelló-kori városi építkezések közül kiemelkedik Bártfa városházája, amely 1505–1509 között épült fel a város főterén. A négyzetes alaprajzú, oromfalas nyeregtetővel fedett épületet a késő gótikus és a kora reneszánsz elemek keveredése jellemzi. Keleti homlokzatához toronyszerű, késő gótikus szerkezetű zárterkély csatlakozik. Kőkeresztes ablakaira a korabeli források „olasz ablakként” hivatkoznak, ez azt jelentette. a legújabb divat szerint való.
A városi polgárság lakásviszonyairól kevés az ismeretünk az emlékanyagok szűkössége miatt. A Ráckevén, a Kossuth Lajos u. 51. alatti reneszánsz lakóházat vélhetően az itt letelepedett, a szerb templomon is dolgozó itáliai kőfaragók díszítették a 16. század végén, a 17. század elején, tehát már a török hódoltság idején. Faragott részletekkel díszes lakóházak marad fenn a korból Pápán („Korvin-ház”, Korvin János u. 9., 1515), Pécsett pedig festett homlokzatú lakóházat építtetett Brodarics István prépost (Káptalan u 2.).

## Reneszánsz építészet a királyi Magyarországon
Sokáig egyértelműen a Felvidék 16–17. századi építészetéhez kötötték a „pártázatos reneszánsz” jelenségét, azaz a homlokzatokat lezáró, hangsúlyos, plasztikusan formált és gyakran festett díszű mellvédek megjelenését. Mára kiderült, hogy a pártázatos homlokzatdíszítés a Dunántúlon és Erdélyben, valamint a tőlünk északabbra és nyugatabbra fekvő országok területén is jelen volt a korban. Ezzel együtt legtöbb emléke a királyi Magyarország területén maradt fenn: alkalmazták erődítményeken (Nedec, Nagyőr, Késmárk), templomtornyokon (Szinye, Maldur), harangtornyokon (Szepesszombat) és városi palotákon is.   A homlokzatok díszítésében megjelenik az Itáliából származó sgrafitto-technika (pl. Késmárk, az evangélikus templom tornya, 1591).
A régió városai közül kiemelkedő jelentőségű Sopron, amely Magyarországon egyedüliként őrizte meg a római-középkori eredetű városfalakon belül korabeli városmagját. A kor fontos erődítménye Győr, amelynek 16. századi olaszbástyás erődítményrendszere részben a mai napig áll, legalábbis ismert, szabályos alaprajzát pedig az 1566-os tűzvészt követő újjáépítésnek köszönheti.

### Udvari építkezések
A Habsburg-udvar a királyi Magyarország területén egyetlen helyen kezdett reprezentatív építkezésekbe: az új fővárosban, Pozsonyban. A települést uraló, középkori eredetű, négytornyos vár átépítését olasz mesterek végezték Pietro Ferrabosco vezetésével és tervei szerint, célja pedig elsősorban a megfelelő belső helyiségek kialakítása volt. A vár későbbi pusztulása miatt kevés eredeti elem maradt meg napjainkig. A kápolna egyik fülkéjében látható a Giulio Licino munkájaként készült, stukkódíszes mennyezet (1563 k.), valamint egy hajdani zárterkély dekoratív belső festése is részben fennmaradt (1552–1570 között).
Az udvar jóval jelentősebb intézkedése volt a Haditanács felállítása, amely a végvári rendszer kiépítését felügyelte. A közvetlen királyi felügyelet alatt működő intézmény olasz mérnököket foglalkoztatott (Francisco da Pozzo, Pietro Ferrabosco, Sigismondo da Preda), akiket aztán a főnemesek is előszeretettel bíztak meg tervezési feladatokkal.

#### A Haditanács által építtetett és megerősített végvárak
- Gyula, vár – a 15. század végi erődítményt Paolo Mirandola tervei alapján erősítették meg 1562-től óolasz bástyákkal és huszárvárral.[56]
- Kisvárda, vár – az 1520 körül egyszer már megerősített várat az 1564-es ostromot követően újból átépítették, óolasz bástyákkal, a Haditanács költségén, vélhetően a sárospataki kőfaragó műhely közreműködésével. 1580-85 között ezt újabb átépítés követte, ezúttal Ottavio Baldigara vezetésével.[57]

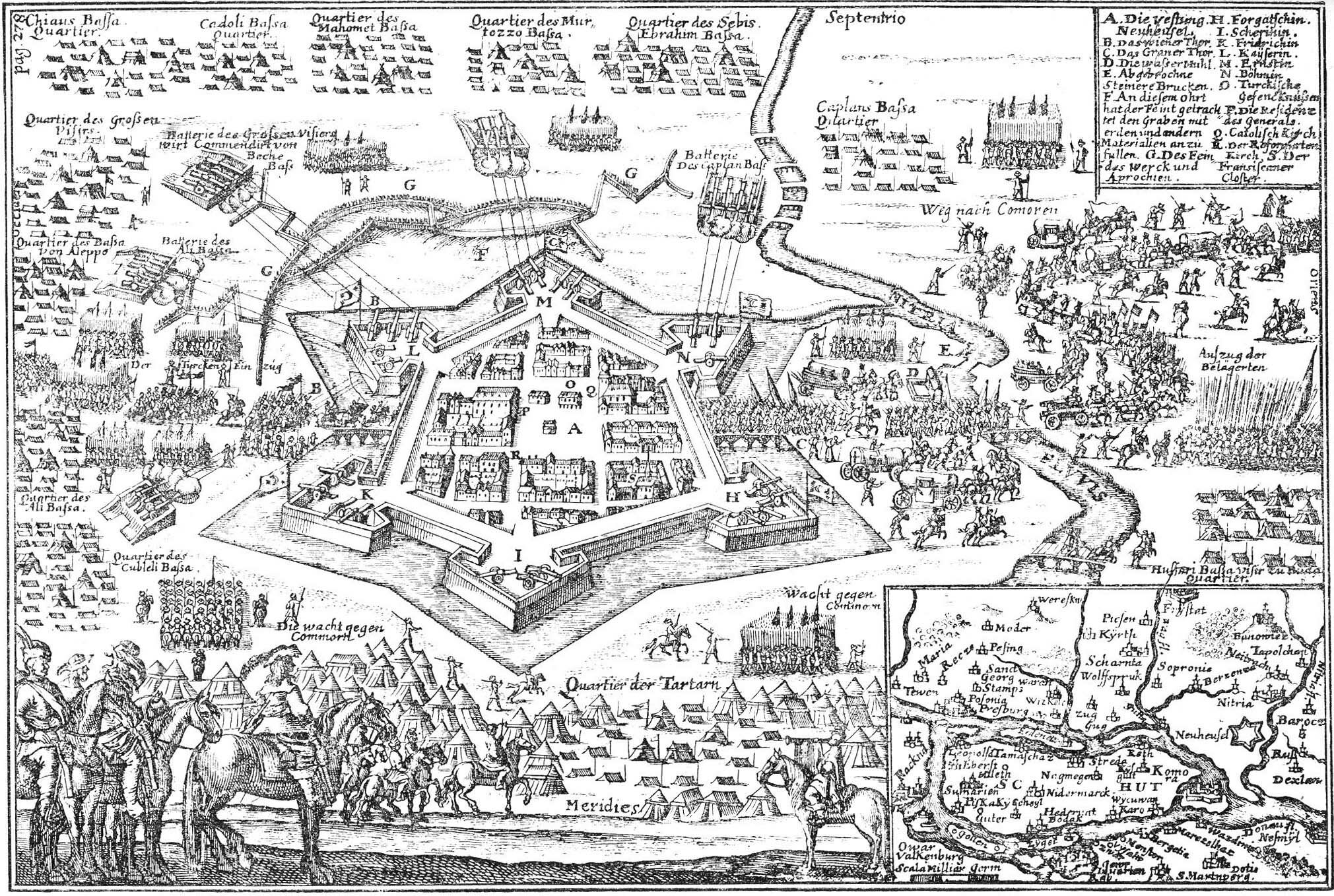
Az Érsekújvár 1663-as ostromát ábrázoló metszeten megfigyelhető a vár szabályos alaprajza

- Győr, vár – a város és a vár erődítése 1537-ben indul, udvari költségen. A két évtizedig tartó munka során a belső várat nem állítják helyre, a város körül azonban korszerű, olaszbástyás palánkvár készül. Franesco Benignótól 1564-ben Pietro Ferrabosco veszi át a munka vezetését; az ő, majd utódja, Bernardo Magnó tervei alapján 1577-re az ország legkorszerűbb, újolasz bástyás erődje épül fel Győrben.[58]
- Komárom, vár – Győrrel párhuzamosan itt is 1533-ban indulnak a munkák; a mai Öregvár 1557-ben készül el. Végleges formáját 1572–1592 között nyeri el, Urban Suess tervei alapján. Alaprajza szabálytalan háromszög, amelyet éleinél és hosszanti oldalainak közepén ó- és újolasz bástyák bővítenek.[59]
- Kanizsa, vár – a mára nyomtalanul elpusztult erődítés a Haditanács költségén, teljesen szabályos, ötszögű alaprajzzal épült, sarkain olaszbástyákkal. Tervezője Pietro Ferrabosco volt, az építkezés 1587-ig tartott.[60]
- Érsekújvár, vár – az 1545-től épülő, háromszög alaprajzú palánkvár a bővítések ellenére csakhamar kicsinek bizonyult, így helyét új, szabályos, hatszögű erődítés vette át, amelynek építése egészen az 1590-es évekig eltartott. A terveket Ottavio Baldigara készítette.[61]

### Fontosabb főúri építkezések
A királyi Magyarország nyugati részén az Esterházy-, a Pálffy-, a Nádasdy-, az Illésházy-, a Batthyány család, keleten a Rákóczi- és a Thököly család, valamint a Báthori-dinasztia építkezett Nyugaton jellemzően osztrák, keleten lengyel és erdélyi befolyás jellemző, a 17. század közepétől egyre több magyar mester és megbízó tűnik fel. A Dunántúl legjelentősebb magánépíttetője a 16. században Nádasdy Tamás, aki a családi erődítések (Kapuvár, Egervár, Sárvár, Léka, Sopronkeresztúr) átépítésével és bécsi palotájával segít a korszerű, érett reneszánsz formanyelv elterjesztésében.
A 16. századtól egyértelműen a védelmi célú építkezések kerülnek előtérbe Nyugat-Magyarországon; nem véletlenül a várszerű építkezés például a Batthyány család birtokaira (Körmend, Németújvár). A törökök uralta területektől távolabb, így a Felvidéken (akárcsak Erdélyben) továbbra is jelentős szerepet kapnak az udvarházak és a kastélyok.
A felvidéki építészet udvarház típusai:
- egyszerű udvarház téglalap alaprajzzal, egy sor szobával, tornáccal
- összetettebb alaprajzú, részben már védelmi szerepet is betöltő udvarház
- árkádos udvarú, kerített alaprajzú, sarkain két vagy négy bástyával ellátott udvarház[63]

Az olaszbástyás erődítmények itáliai divatját követve kezdenek el épülni a felső-magyarországi és az erdélyi területeken gyakorlatilag párhuzamosan a nyújtott négyszög alaprajzú, sarokbástyás várkastélyok a 16. század közepétől (Ónod, Nagyecsed, Nagykálló, Nagykároly, Székelyhíd, Verebély). A lakópalota és a védőbástyák összekapcsolásából kialakuló kastélytípus egyik első példája az egervári Nádasdy-kastély, amely vélhetően itáliai mester műve. A típus legszebb dunántúli példája a család sopronkeresztúri várkastélya. Az alaptípus a Felvidéken jelentősen átalakul (Homonna, Tavarnok, Geletnek, Gács), itt jelenik meg a kör alakú sarokbástya is.

#### Főúri várak, kastélyok a királyi Magyarországon
- Ónod, vár – a 16. század első felében, ötszögletű, óolasz bástyás várat talán Perényi Péter vagy fia építhette, a Haditanács közreműködésével.[65]
- Sárvár, Nádasdy-vár – a középkori várat Nádasdy Tamás építtette újjá 1552 után. Kaputornya és 1560 körül készült reprezentatív bejárata a kor itáliai építészetének ismeretét tükrözi.[66] A család építkezésein itáliai mesterek is közreműködtek.[67] Nagykanizsán a 16. század végén ugyancsak itáliai építészek dolgoztak (Pietro Farabosco, Secco Sallustius, Ottavio Baldigara), helyüket később német mesterek vették át.[68][69]

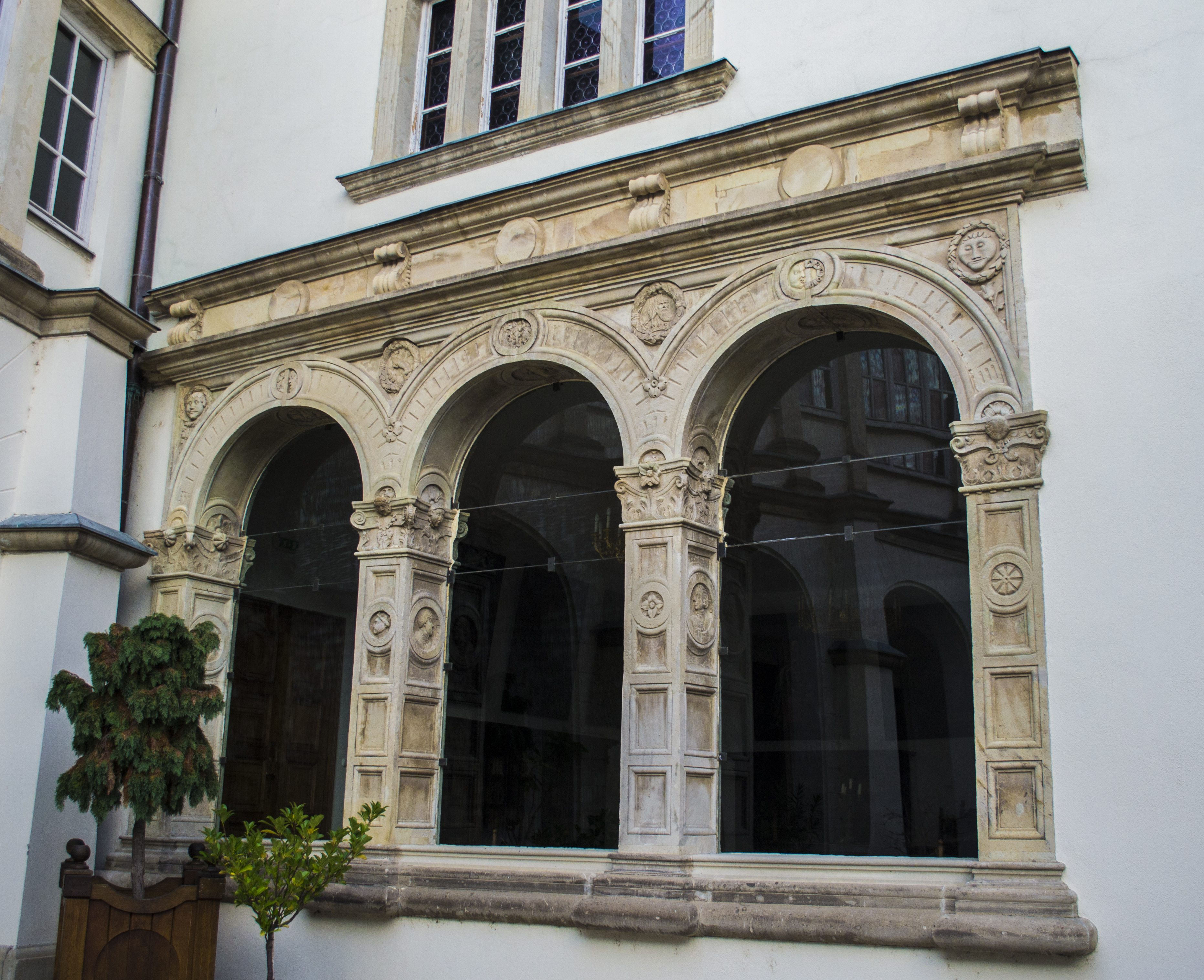
Hármas faragott nyílás a sárospataki vár Perényi-szárnyán

- Sárospatak, vár – a mai vár kiépítését Perényi Péter kezdte, a gótikus és reneszánsz stílusjegyeket mutató Vöröstorony kialakításával, az 1530-as években.[70] Homlokzatán és belsejében számos, részben másodlagos elhelyezésű reneszánsz faragvány: ablak- és ajtókeretek, kandallók és más részletek találhatóak. A Vöröstoronyhoz kapcsolódóan felépült Perényi-szárny értékes részlete a három árkádos ívből álló, portrékkal díszített ablak az 1540-es évekből (ma másodlagos helyen). A vár később Lorántffy Zsuzsanna tulajdona lett, akit 1616-ban vett el Rákóczi György későbbi erdélyi fejedelem. Az ő fenntartásuk alatt, 1642–43-ban készült el a déli épületszárny, 1646–1648-ban pedig az úgynevezett Lorántffy-loggia, bábos korláttal és félköríves árkádokkal, Sárdi Imre deák tervei alapján.[71]
- Bethlenfalva, Thurzó-Faigel-kastély (1564) – a négyszögletes, belső udvaros épület homlokzatát pártázat díszíti, ennek az Erdélyben és a Felvidéken jellegzetessé váló, erődszerű megjelenést kölcsönző építészeti megoldásnak ez a legkorábbi fennmaradt példája. A korban „olaszfok” néven ismert pártázat alatt a budai királyi palota hatását tükröző ablakok nyílnak, de az épület több részletmegoldása is Mátyás és a Jagellók korabeli építészet ismeretére vall.[72]
- Egervár, Nádasdy-várkastély (1569 k.) – a négyzetes alaprajzú, saroktornyokkal bővített itáliai kastélytípus első magyarországi példái közé tartozik. A kétszintes, eredetileg zártudvaros épület udvarát árkádsorral alakították ki.[73]
- Nagyőr, Horváth Stansith-várkastély (korábbi épület átalakításával, 1570–1590) – négy saroktornyos, pártázatos, négyzetes alaprajzú épület, belső udvarral.
- Nagybiccse, Thurzó-kastély (1571–1605) – a négy kerek saroktoronnyal bővített, négyzetes alaprajzú épületet vélhetően milánói mester tervezte és építette Thurzó Ferenc és György megbízásából. Udvarát árkádos loggiákkal képezték ki. 1601-ben a kastély mellé Thurzó György „lakodalmas házat” emelt, sgrafittós-stukkós díszítéssel, emeletén 40 méter hosszú díszteremmel.
- Pácin, Mágócsy-kastély (16. sz. vége) – kisméretű, négyzetes alaprajzú, két sokszögletű saroktoronnyal bővített épület. Pártázatának felső része mára elpusztult, az alsó vakárkádsor azonban látható.[74]
- Golop, várkastély (1590 k.) – kisméretű, két tömbből álló, háromszintes kastély.[75]
- Alsómicsinye, Beniczky-kastély (1600 körül) – egyemeletes épület, négy kerek saroktoronnyal. A homlokzaton olvasható 1667-es évszám a kétszintes loggia elkészültére, esetleg a tetőzet átalakítására vonatkozhat.[76]
- Radvány, Radvánszky-kastély (1600 k.) – eredetileg négyszögletes, sarokbástyás épület, rusztikus kapuzata a rajta olvasható évszám szerint 1677-ben készült. Később jelentősen átalakították.
- Késmárk, Thököly-vár (1596–1601, 1624 k.) – a család két lépésben bővítette a gótikus várkastélyt. Az ovális alaprajzú épületegyüttes kiemelkedő minőségű részletei közé tartozik a stukkódíszes várkápolna, valamint a pártázatos bástyatorony. A homlokzat jelentős részét eredetileg sgrafitto-díszítés borította.
- Körmend, Batthyány-kastély (1609–1611, 1618–1619) – az ostromokban megsérült 15. századi vár helyére előbb három-, majd négyszárnyú várkastély épült, négy kerek saroktoronnyal.
- Lakompak, Esterházy-kastély (1618) – a korábban Oláh Miklós érsek tulajdonában levő épületet Esterházy Miklós építtette át. Ekkor készült az itáliai érett reneszánsz hatását mutató, kétszintes loggia.
- Frics, Berthóty-kastély (1623–1630) – Sorger Mihály kassai építőmester tervei alapján emelt, kétszintes, négyzetes alaprajzú tömb, két saroktoronnyal. Sgrafitto-díszítését Waxmann Márton készítette. Az eredeti formában fennmaradt, impozáns méretű pártázat különleges kialakítású: eltérő méretű fokokból áll, vakárkádsorában pedig az ókor és a magyar történelem híres alakjainak sgrafitto-képei láthatóak.
- Sopronkeresztúr, Nádasdy-kastély (1625) – négyzetes alaprajzú, saroktornyos kastély, nagyméretű belső udvarát kétszintes loggiasor keretezi, a földszinten pillérekkel, az emeleten dór oszlopokkal.[73]
- Kabold, Kéry-Esterházy-várkastély (1630 k.) – több korszakban épült és bővített erődítmény, az 1630 körüli reneszánsz részletek a Kéry-családhoz köthetőek.

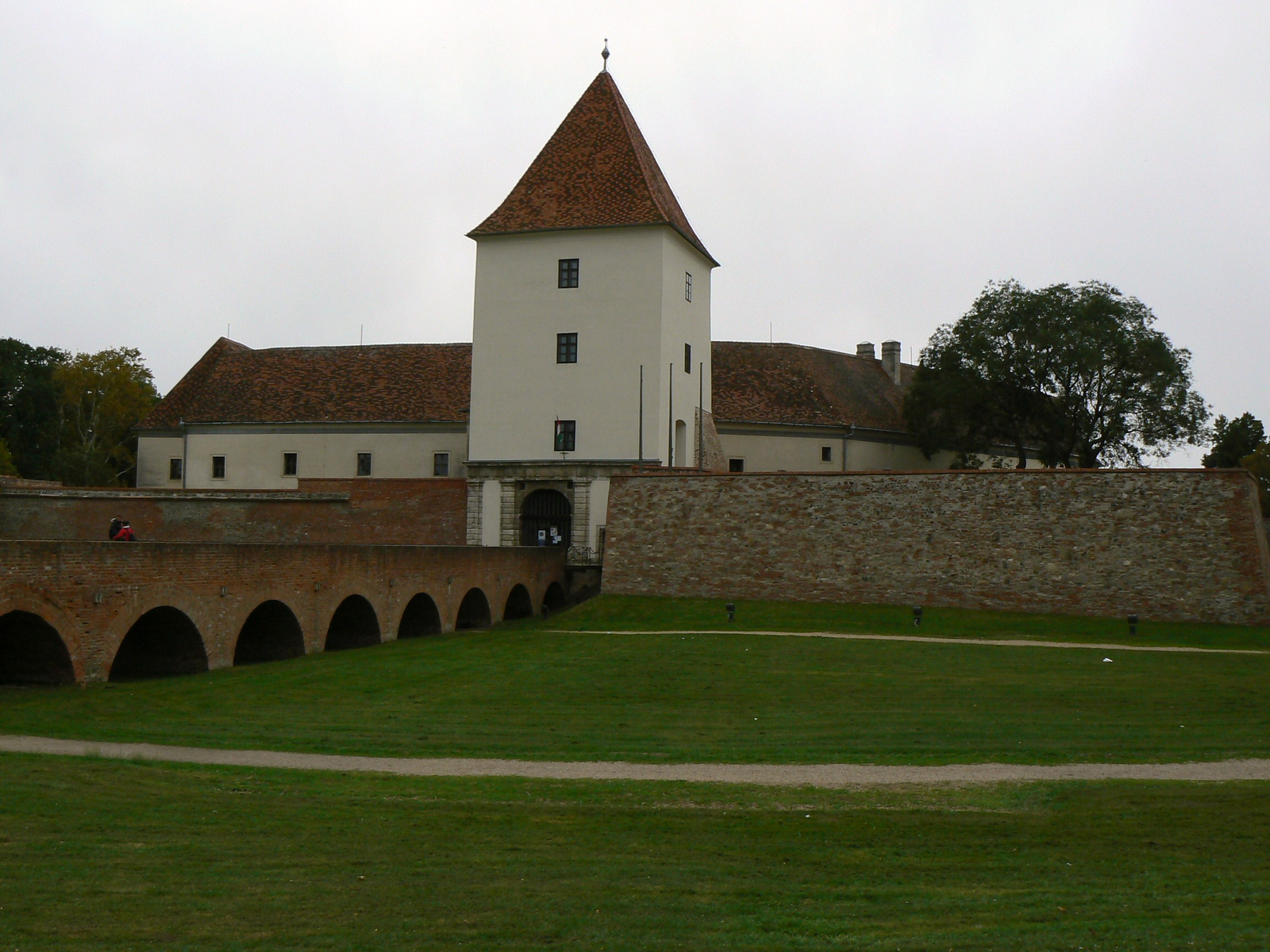
A sárvári Nádasdy-vár
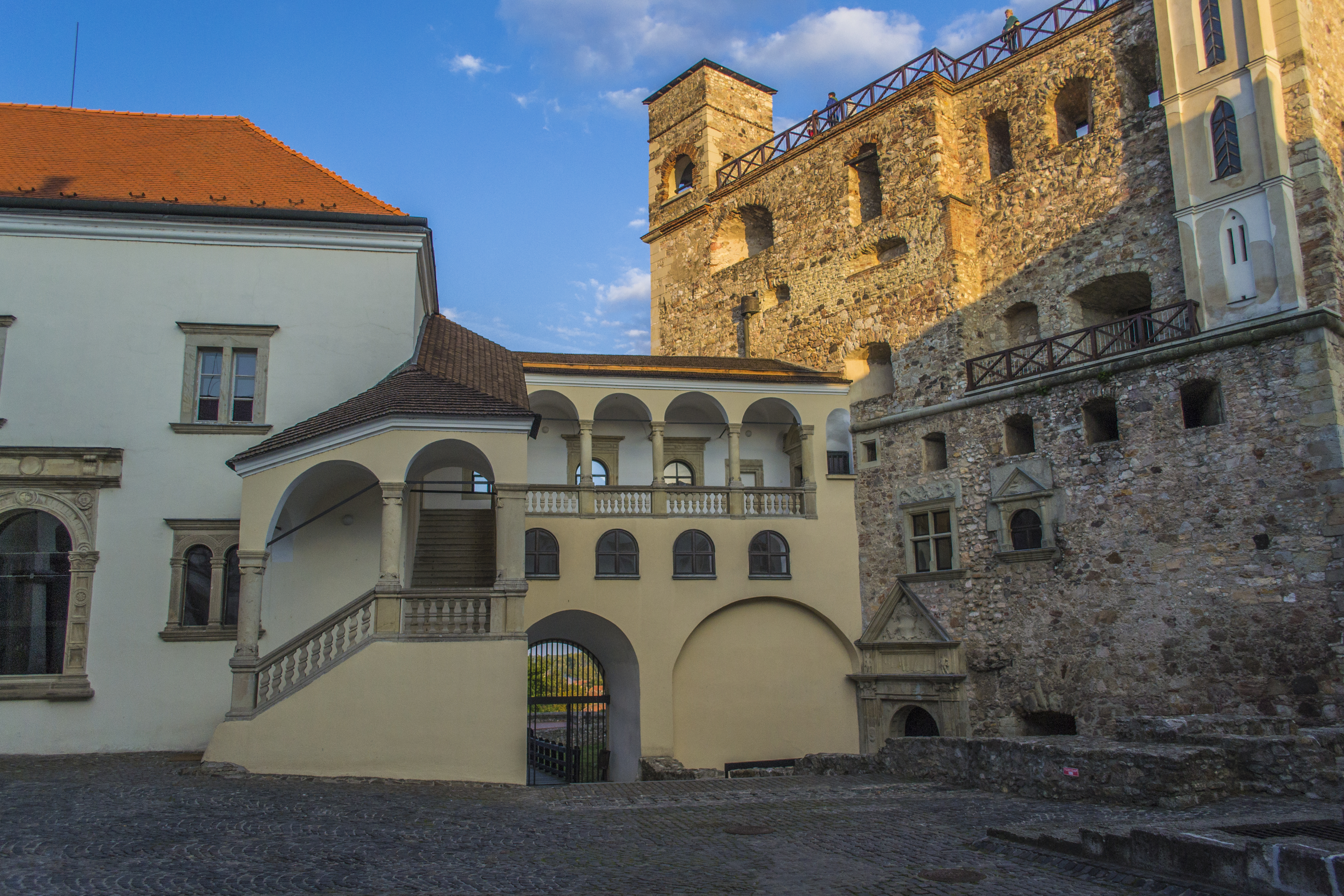
Jobbra a Vöröstorony, középen a Lorántffy-loggia, Sárospatak
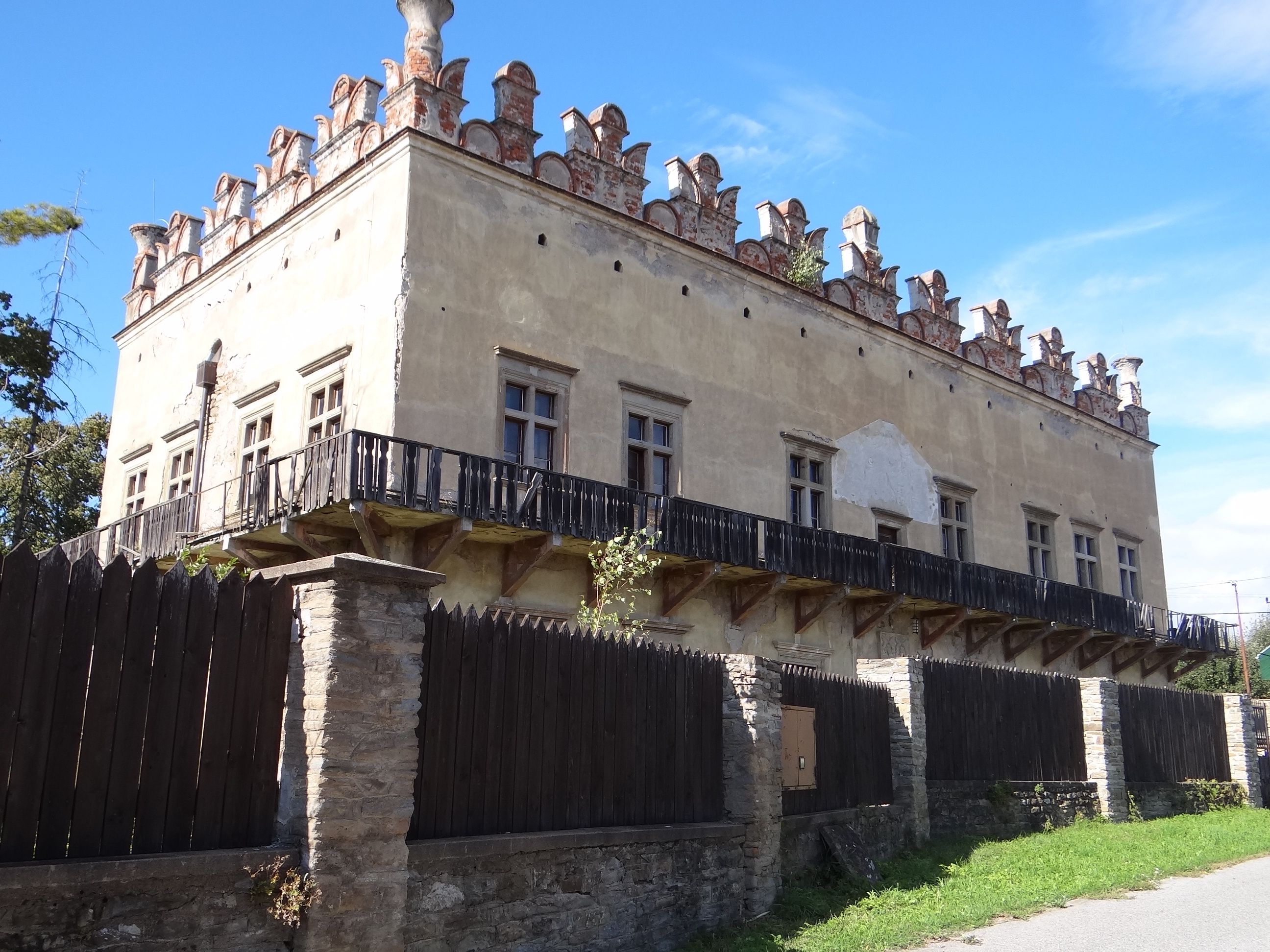
Várkastély, Betlenfalva
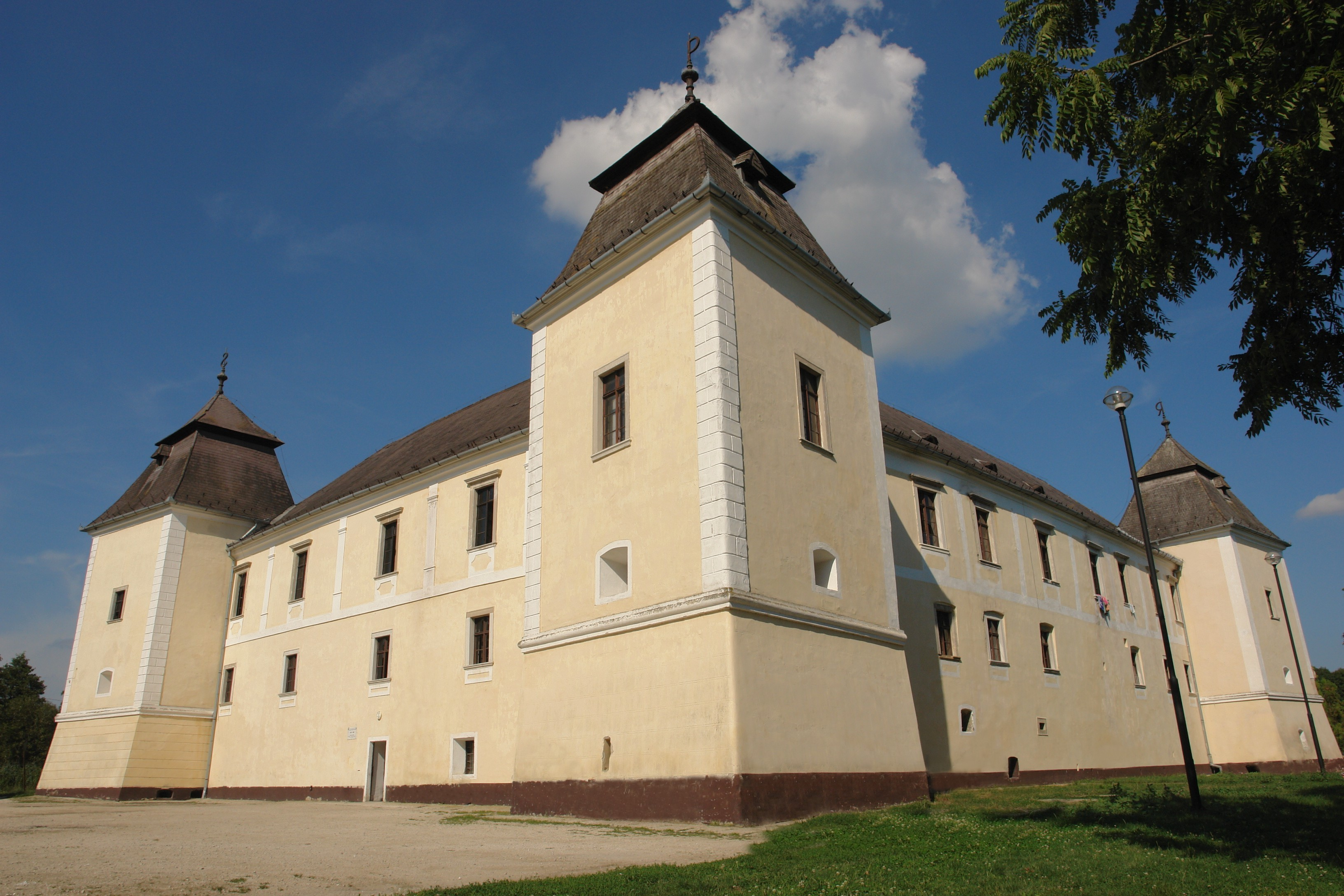
Egervár vára
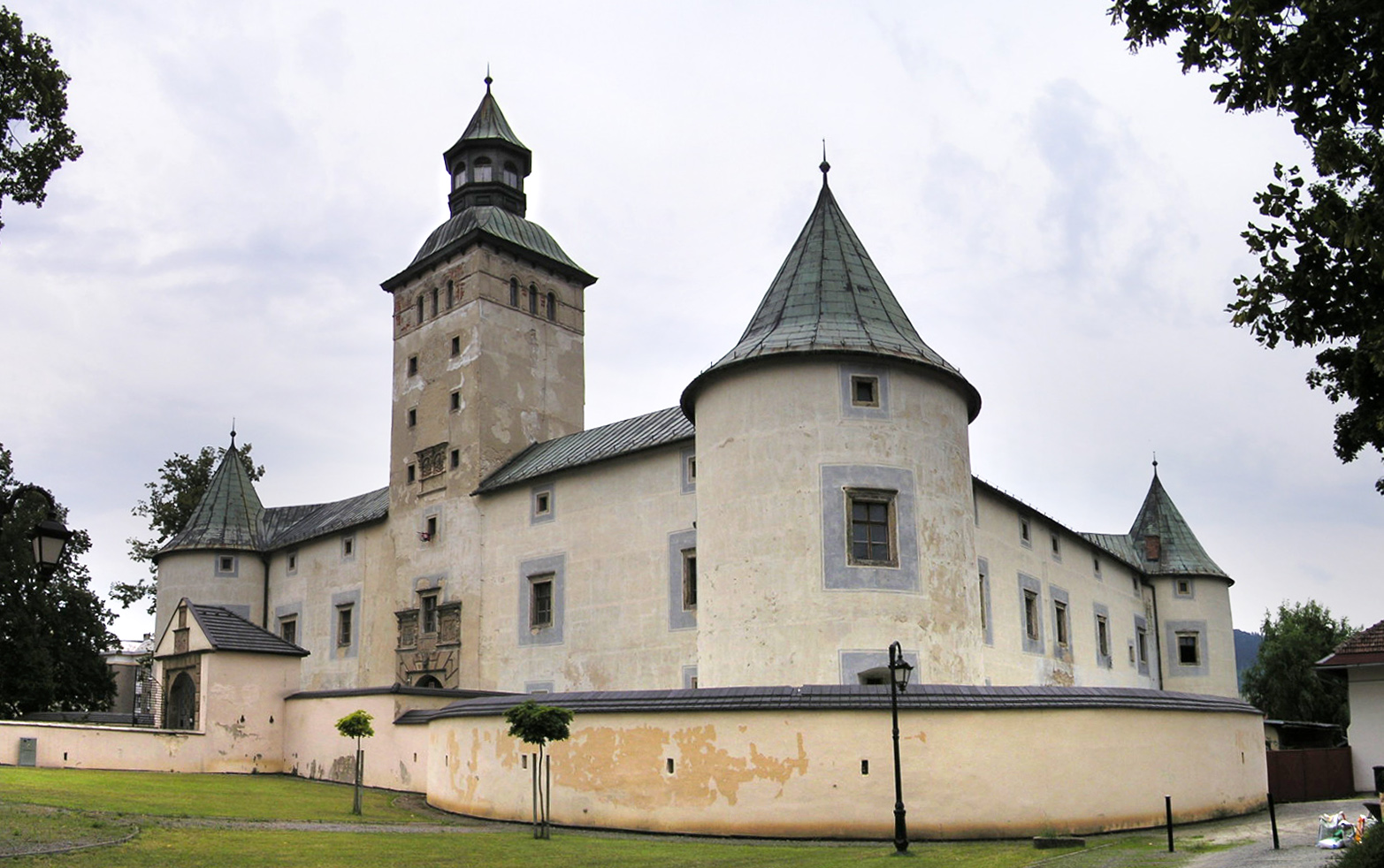
Várkastély, Nagybiccse
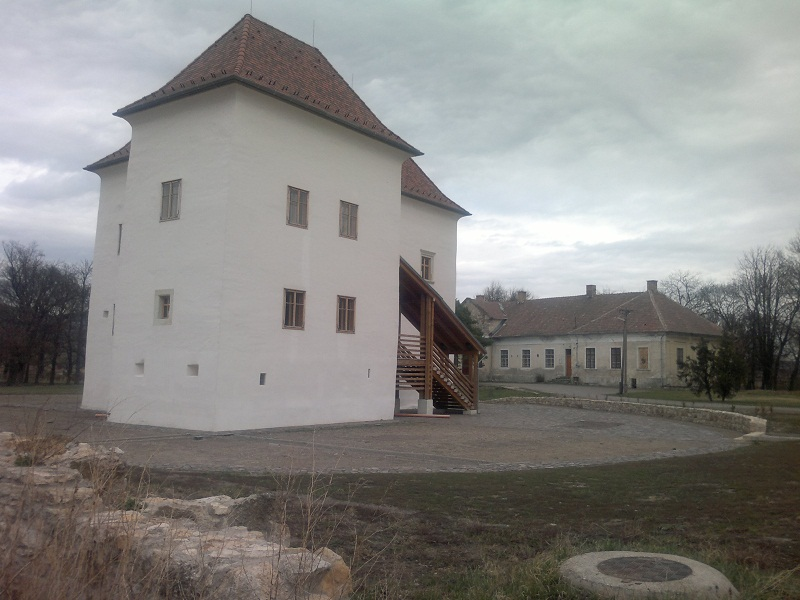
Várkastély, Golop
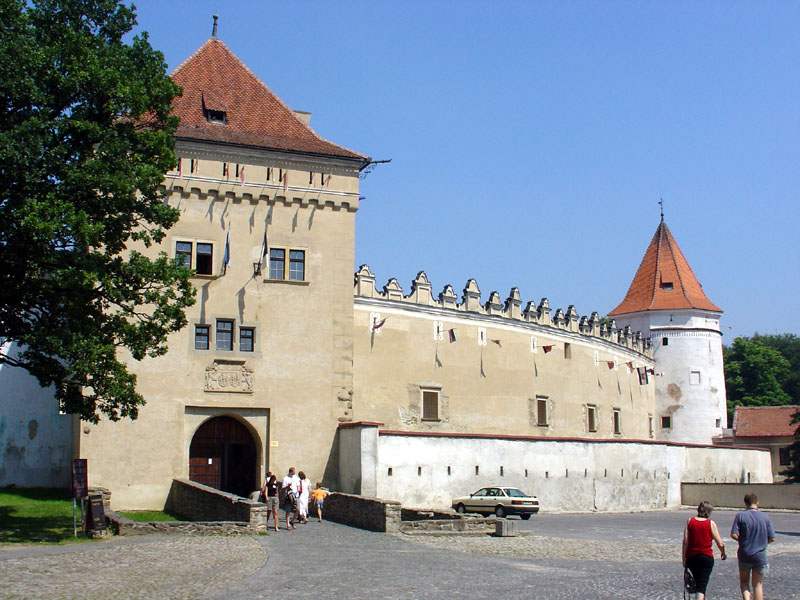
Vár, Késmárk
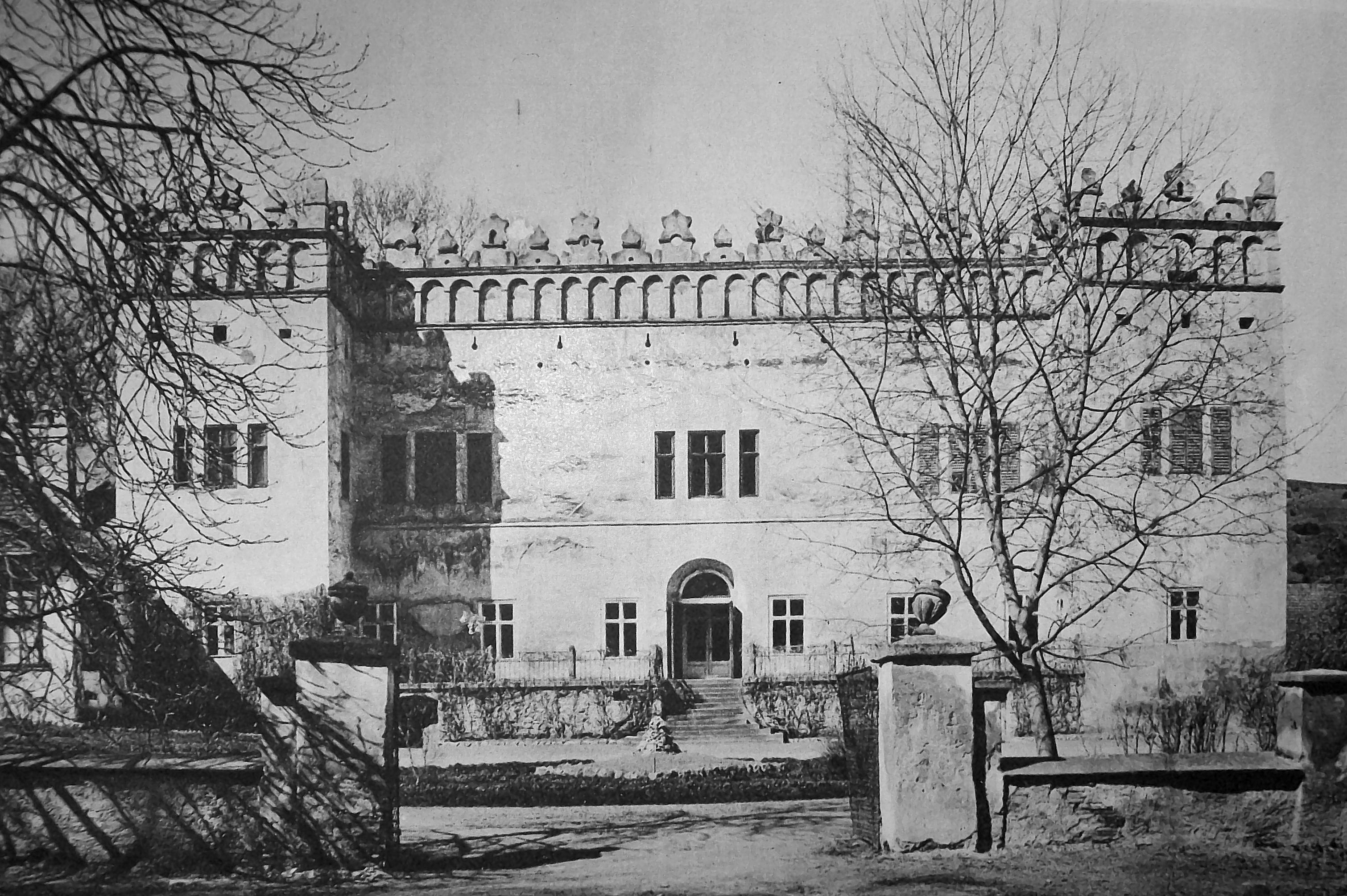
Várkastély, Frics (fénykép: 1938)
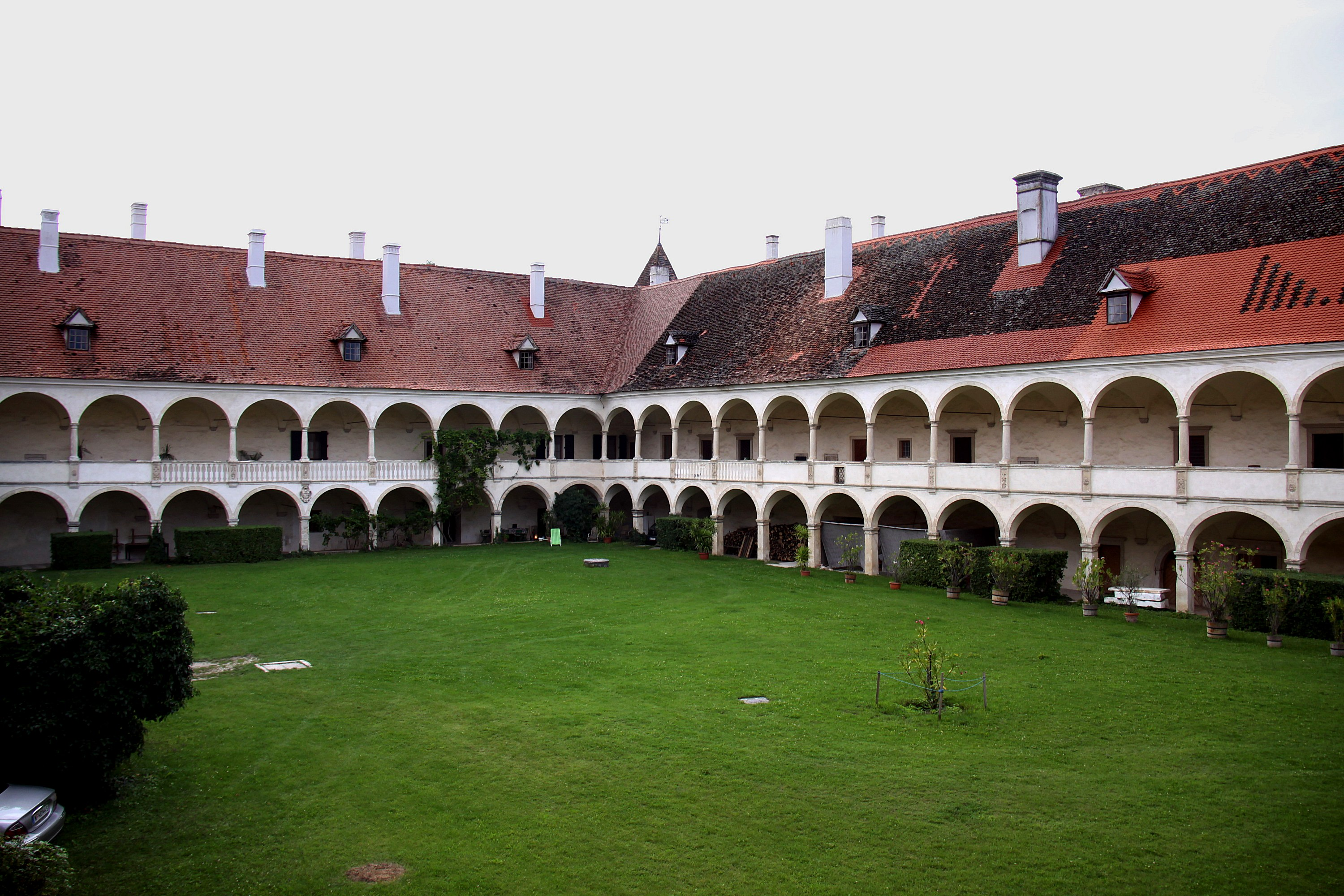
Nádasdy-kastély, Sopronkeresztúr

### Egyházi építkezések
A török betörése a római katolikus egyházszervezet felbomlásához vezetett Magyarországon, így a protestáns irányzatok szinte akadály nélkül terjedhettek. Legalábbis a lakosság körében; a komolyabb építkezéseket ugyanis egészen a 18. század végéig sikeresen akadályozták a katolikus befolyás alatt álló udvari és főnemesi körök. A legtöbb településen így a régebbi katolikus templomokat vették használatba; ahol új imaházat építettek, ott tapasztott falú vagy faépület készült. Az igényesebb példák közül leírásokból ismerjük Pozsony és Sopron négyszögletes alaprajzú, torony nélküli templomait. A korszak művészetének sajátos ágát képviselik a fából készült protestáns harangtornyok, amelyek az ország több régiójában elterjedtek. Szép korai példájuk a nyírbátori és a zsurki.
A jelentős kisebb kőemlékek közé sorolható a pozsonyi Szent Márton-székesegyház keleti előcsarnokának 1530 körül faragott déli kapuja.

### Városi, polgári építkezések

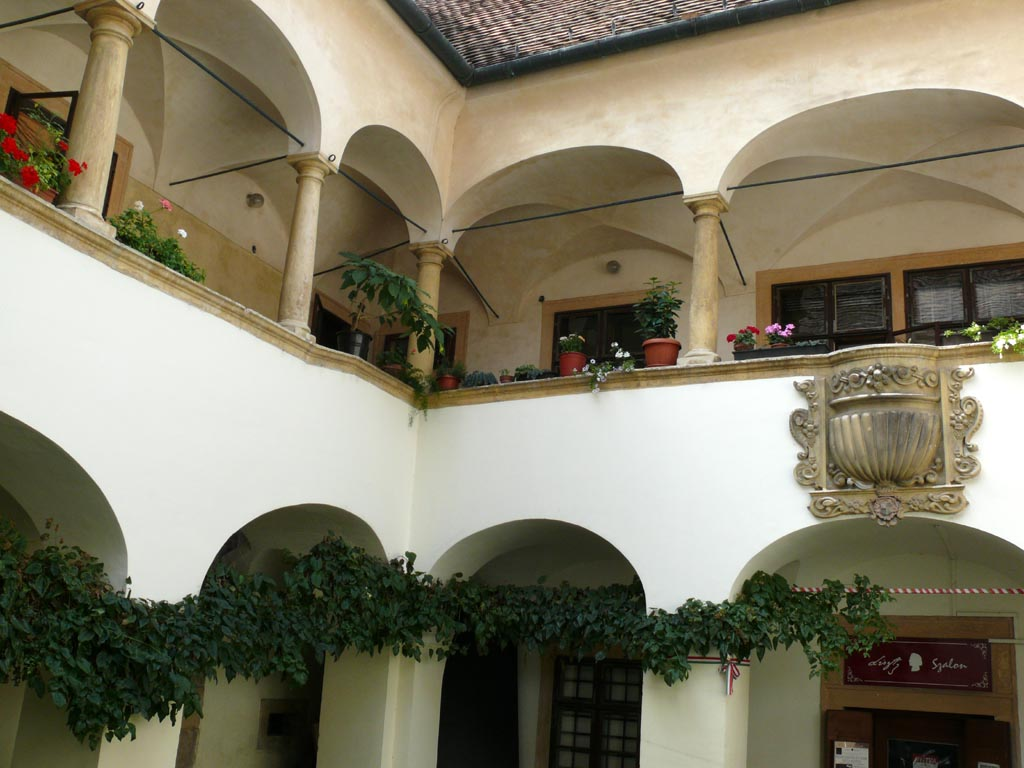
17. századi soproni lakóház udvara, késő reneszánsz árkádokkal

A bányászatból és kereskedelemből jelentős vagyont felhalmozó felvidéki városok a korban komoly összegeket fektettek a polgári öntudatot kifejező építményekbe. Lőcse városházának földszinti árkádsora az 1550-es években, az emeleti, 1599–1615 között épült, faragott elemeik a Jagelló-kori reneszánsz továbbélését bizonyítják. Pozsony városházájának loggiáját 1573–1581 között német mester, a Wolfsthalból való Bertalan építette.
A korabeli városi polgárházak kiemelkedő emléke a lőcsei Thurzó-ház (valójában Csáky Vidor háza, 16. sz. második fele), amelynek fennmaradt eredeti pártázatos homlokzatdísze, utólagos kiegészítésekkel és átalakításokkal. A korból több szép lakóház áll Eperjes főutcáján is. A német késő reneszánsz építészet hatását mutatja a besztercebányai Ébner-ház (1636 k.). A mai Magyarország területén a legszebb reneszánsz lakóházakat Kőszeg (Jurisich tér 5., 7., 14.) és Sopron területén találjuk. A soproni Tűztorony árkádos loggiája ugyancsak a késő reneszánsz hatását mutatja.

## Reneszánsz építészet az Erdélyi Fejedelemségben
|  | „ A fejedelmi udvar léte és kisugárzásai, a területnek viszonylagos elszigeteltségéből eredő konzervativizmusa, valamint megrendelőinek társadalmi, etnikai és felekezeti sokszínűsége magyarázza azokat a különleges vonásokat, amelyek az itteni reneszánsz önálló megnyilvánulásait jellemzik.” |
|  | – Kovács András, 2009 |

A folyamatos fegyveres villongások, be-betörő idegen erők és határainak újabb és újabb módosításai ellenére az Erdélyi Fejedelemség területén fennállásának másfél évszázada alatt jelentős művészetpártolás folyt. A fejedelmi udvar a Habsburgoknál jóval nagyobb figyelmet fordított a reprezentatív építkezésekre, és nyitottak voltak a külföldi hatásokra a főnemesi kör családjai is. A korszak építészetét a kulturális sokszínűség jellemezte. A korai időszakot a hadi építkezésekkel érkező olasz mérnökök és tervezők határozták meg;  Erdély évszázados kisebbségeinek köszönhetően azonban ugyancsak erős volt a német területek hatása, és idővel érezhetően megjelent a morva, cseh és lengyel területek befolyása is.

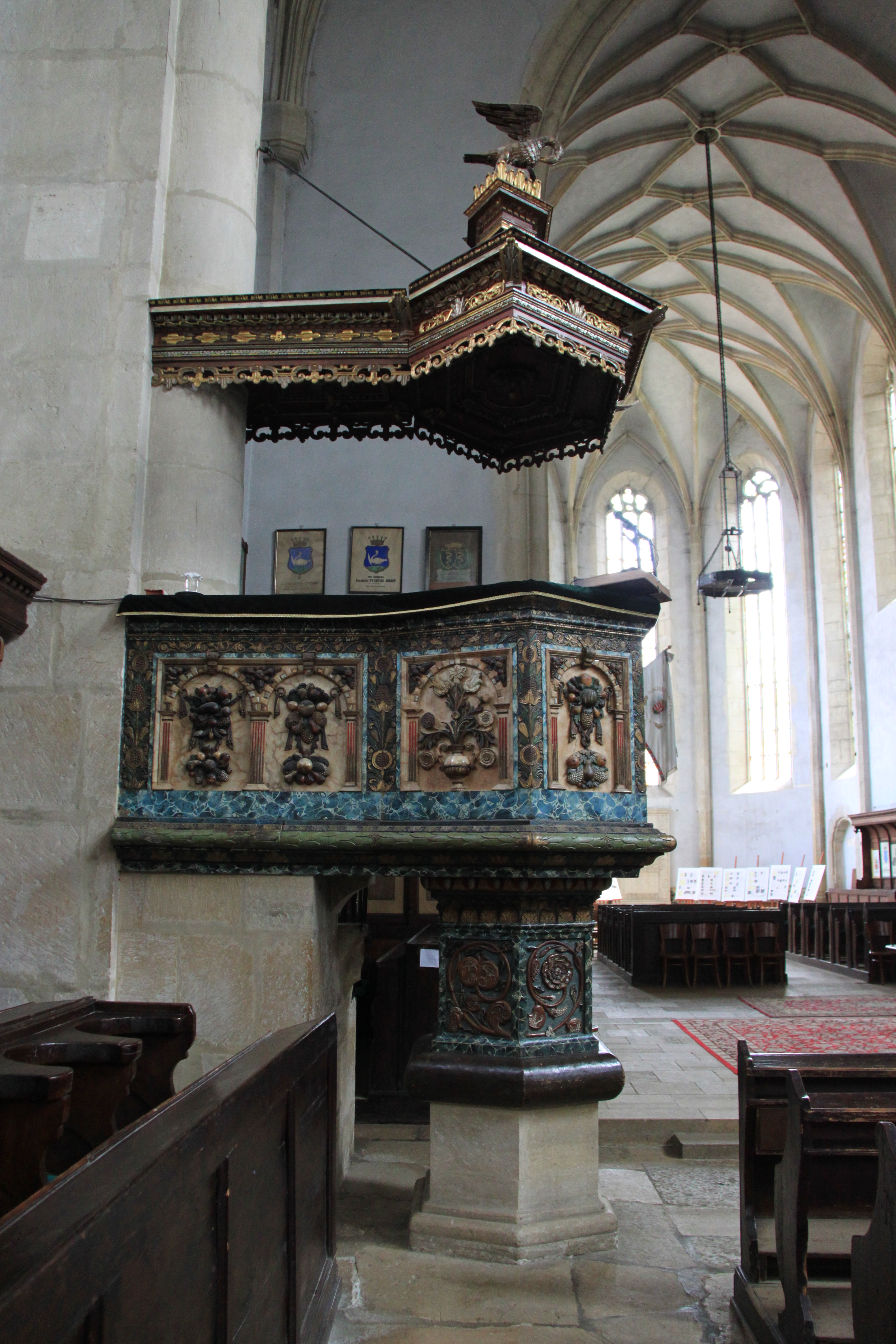
A Farkas utcai református templom szószéke, Kolozsvár

Mindezt a provinciális tanultságú mesterek saját képükre formálták. Ennek köszönhető az a sajátosság, hogy Erdély területén a reneszánsz formák egészen a 18. század elejéig használatban maradtak. A mustrás díszítés hagyományos nagy szerepének és a faépítészet súlyának következtében alakult ki az úgynevezett „virágos reneszánsz”, a késő reneszánsz díszítőművészet sajátos ága, geometrikus keretekbe illesztett gyümölcs- és virágmintákkal. Egyik legszebb példája a kolozsvári Farkas utcai református templom szószéke, Elias Nicolai és Kőfaragó Benedek munkája (1646). A faépítészet jelentős emlékei közé sorolhatóak a templomi mennyezetek (Szentsimon, 1650; Magyarvista, 1699–1760), a fa harangtornyok és haranglábak (Magyarvalkó, 17. sz. vége; Magyarsáros, 1699).

### Udvari építkezések
A gyulafehérvári fejedelmi építkezések a 16. század utolsó negyedéhez, illetve az 1613–1658 közötti időszakhoz kötődnek – egyik periódusból sem maradt fenn sok emlék. Az építtetők felvilágosultságára példa azonban Báthory András fejedelem kezdeményezése, a város vízhiányának megoldására Simone della Gengával terveztetett mesterséges csatorna, amely az Ompoly vizét terelte volna Gyulafehérvárig. Az építkezés a fejedelem halálával félbeszakadt; a problémát végül Bethlen Gábor oldotta meg egy 3,5 kilométeres föld alatti vezetékkel.
1542 után a fejedelemség birtokba veszi Gyulafehérvár egykori püspöki palotáját. A Bethlen Gábor által megkezdett építkezéseket I. Rákóczi György folytatja – ennek eredményeként születik meg a székesegyház mellett ma is álló, kétszintes, három belső udvaros épületegyüttes. Kevés eredeti részlete közül kiemelkednek a főhomlokzaton részben használatban lévő, részben régészetileg feltárt eredeti ablakok, illetve a belső kapu kőkerete. A források alapján a palota belső tereit is gazdagon díszítették.
Nagyváradon szintén Bethlen Gábor kezd nagyszabású építkezésekbe, a belső várban, a püspöki palota és a székesegyház elbontását követően. Az ötszögű, sarokbástyákkal bővített várkastélyt valószínűleg Giacomo Resti tervezhette. Az építkezést nem fejezték be, és a faragott építészeti részletek közül igen kevés maradt fenn máig – a belsőről viszont segít képet alkotni a fennmaradt stukkó domborművek.

### Fontosabb főúri építkezések
|  | „Téves az a hit, hogy a magyarokat az építéstől a nagy költség tartja vissza, akik e véleményen vannak, úgy látszik, nem ismerik a magyarok helyzetét. Magyarország ugyanis olyan veszedelemben van, hogy akik építenének, félniök kell, hogy inkább a barbár ellenségnek, mint a maguk és utódaik számára gondoskodnak.” |
|  | – Brutus János Mihály, 1575 |

Erdélyben a várépítészetben tűnnek fel először a reneszánsz jelei, már az 1540-es években. Ekkor az itáliai hatású, antikizáló építészeti elemek párhuzamosan mutatkoznak meg a német területekre jellemző, féloszlopos homlokzati dekorációkkal.
Nyugat-Magyarországról vélhetően itáliai építőmesterek hozzák el Erdélybe a négy sarokbástyás, zártudvaros, négyszög alaprajzú várkastélyok divatját, amelynek sajátosan Kárpát-medencei formája alakul ki. Ennek kiváló példái: Aranyosmeggyes, Lónyay-kastély (1620–1630), Csíkszereda, Újvár (1635 előtt), Fehéregyháza, Haller-kastély (1630-as évek), Radnót, Rákóczi-vár (1651 körül). A négyzetes sarokbástyák mellett megjelennek a kerek (Alsórákos, Borosjenő), illetve a sokszögű alaprajzú saroktornyok is. Az itáliai hatás Erdély területén néhány egészen különleges épületen is testet ölt, mint Bethlen Elek centrális alaprajzú, nyolcszögletű kastélytemploma Bonyhán (1680-as évek, elpusztult).

#### Várak, várkastélyok az Erdélyi Fejedelemségben
- Szamosújvár, vár (1538 – 17. sz. első fele) – a négysarokbástyás erődítmény építése 1538-ban indult, valószínűleg Domenica da Bologna tervei alapján, Fráter György megbízásából. A többször megváltozott koncepció összetett alaprajzú várkastély kialakulását eredményezte. A kétszintes palotaépület az elsők között készülhetett el, homlokzatát háromosztatú, kőkeresztes reneszánsz ablakok díszítették, míg a kápolnát délköríves ikerablakok világították meg. A toszkán pilaszteres belső várkapu a széles körben elterjedő kaputípus első példái közé tartozik.[93]
- Alvinc, kastély (1542–1551) – Martinuzzi Fráter György megbízásából, feltételezhetően itáliai mester (talán Domenico da Bologna) munkája. A szinte teljesen elpusztult épületből csak az északi szárny falai állnak.
- Egeres, Bocskai-kastély (1572) – a nagybiccseivel együtt az itáliai négy saroktornyos, négyzetes alaprajzú kastélytípus első erdélyi példái közé tartozik. Nagyrészt elpusztult.
- Marosvécs, Kende (Kendy)-Kemény-várkastély (1537–1558, 16. sz. vége) – Kende Ferenc erdélyi vajda a középkori építmény átalakításával kétemeletes, belső udvaros várkastély alakított ki, három sarokbástyával és nyolcszögletes öregtoronnyal.
- Szentbenedek, Kereszturi-Kornis-kastély (1593) – az alvinci és a marosvécsi építkezések hatását mutató kastély lépcsőházának virágdíszes oszlopait, korlátbábjait Molnár Albert készítette, az eredeti építkezésnél jóval később, 1673-ban.
- Fogaras, vár – a középkori erődítményt a Báthori család 1582–1594 között alakította át a kor stílusának megfelelő saroktornyos-belsőudvaros elrendezésben.
- Keresd, Bethlen-kastély (1559–1598, 1668–1675) – a Bethlen család kastélyának öregtornya a 16. század második felében épült, egyszerű részletformákkal. Egy évszázaddal később Bethlen Elek jelentősen bővíti a családi kastélyt: ekkor készül a báboskorlátos feljáró és a loggia, valamint az öregtorony stukkókkal díszített legfelső emelete. Bástyái közül kettő maradt fenn napjainkig.
- Küküllővár, várkastély (1615–1624) – négyzetes alaprajzú, négy masszív, kerek alaprajzú sarokbástyával bővített tömegű építmény. Homlokzati pártázata mára elpusztult.
- Törcsvár, vár – az eredetileg királyi tulajdonban lévő, a 14. században emelt várban Bethlen Gábor építkezett 1615–1625 között. Ekkor készültek a félköríves, reneszánsz ikerablakok, illetve a pártázat.
- Szárhegy, Lázár-kastély (1630 előtt) – a fallal körülvett, négyzetes alaprajzú udvaron pártázatos reneszánsz homlokzatú szárnyakból álló együttest Lázár István építtette, a korszak egyik legreprezentatívabb komplexumaként. A korabeli erdélyi építkezésekhez képest különösen szép pártázat lengyelországi eredetre vall.
- Betlenszentmiklós, Bethlen-kastély (1668–1683) – az erdélyi késő reneszánsz egyik fő művét Bethlen Miklós saját tervei alapján építtette fel. A kastély Bethlen itáliai és franciaországi utazásainak hatását mutatja. A négyszög alaprajzú, négy sarokbástyás épület déli oldalát velencei mintára épület, nyitott loggia tagolja. Ez jól jelzi, hogy a védelmi funkció helyére a reprezentativitás lépett. Mára elpusztult belső stukkódíszítése és festményei mellett a homlokzaton 1764-ben készült barokkos részletek fedezhetőek fel.

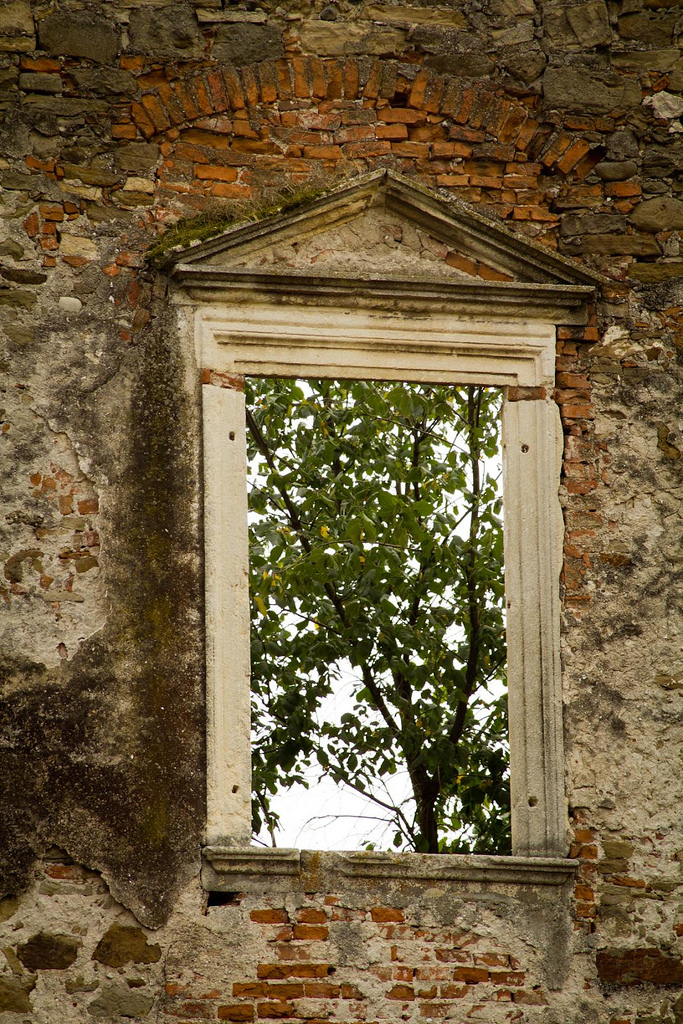
Alvinc, a Martinuzzi-kastély ablakkerete
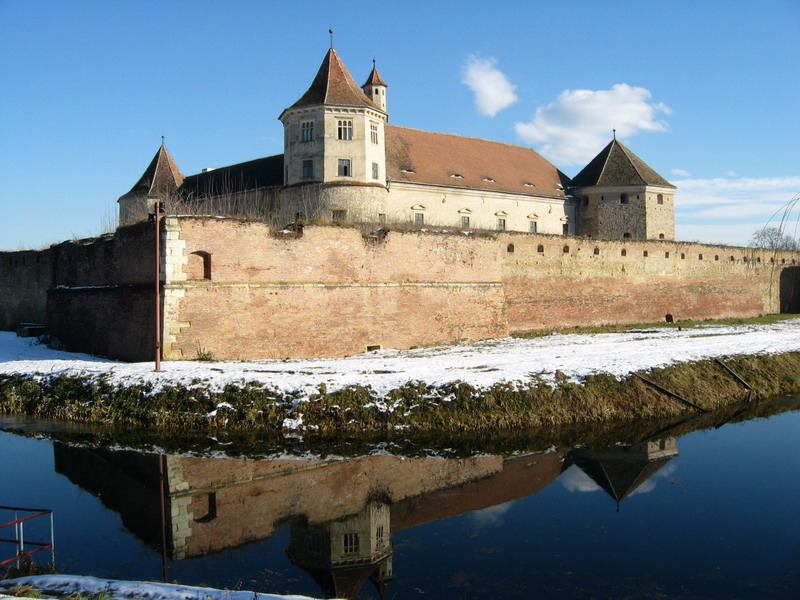
Fogaras, vár
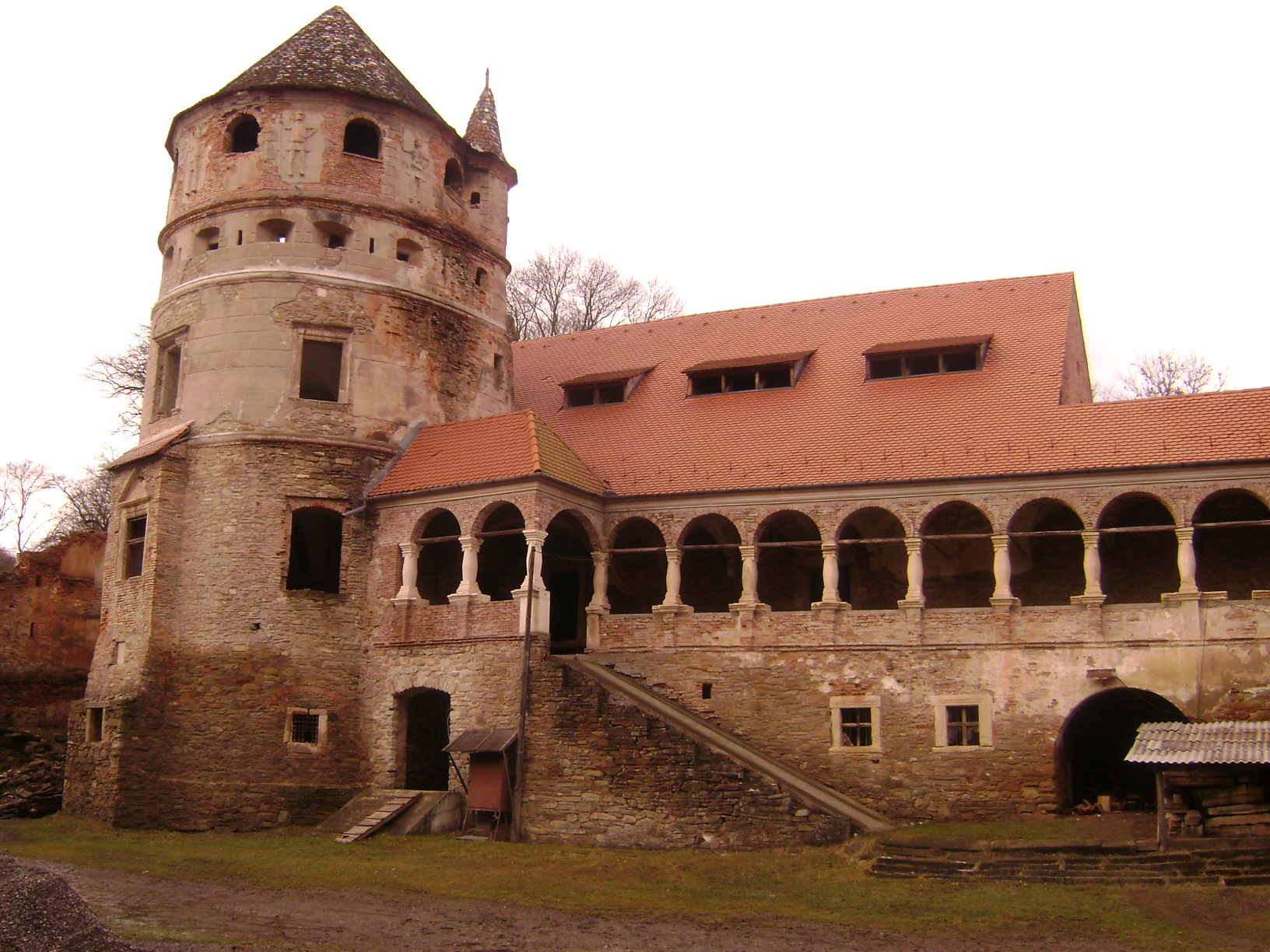
Bethlen-kastély, Keresd
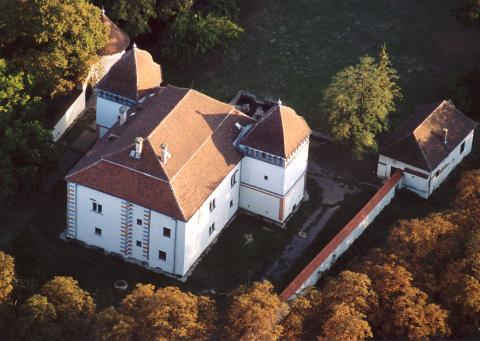
Pácin, a várkastély légi felvételen
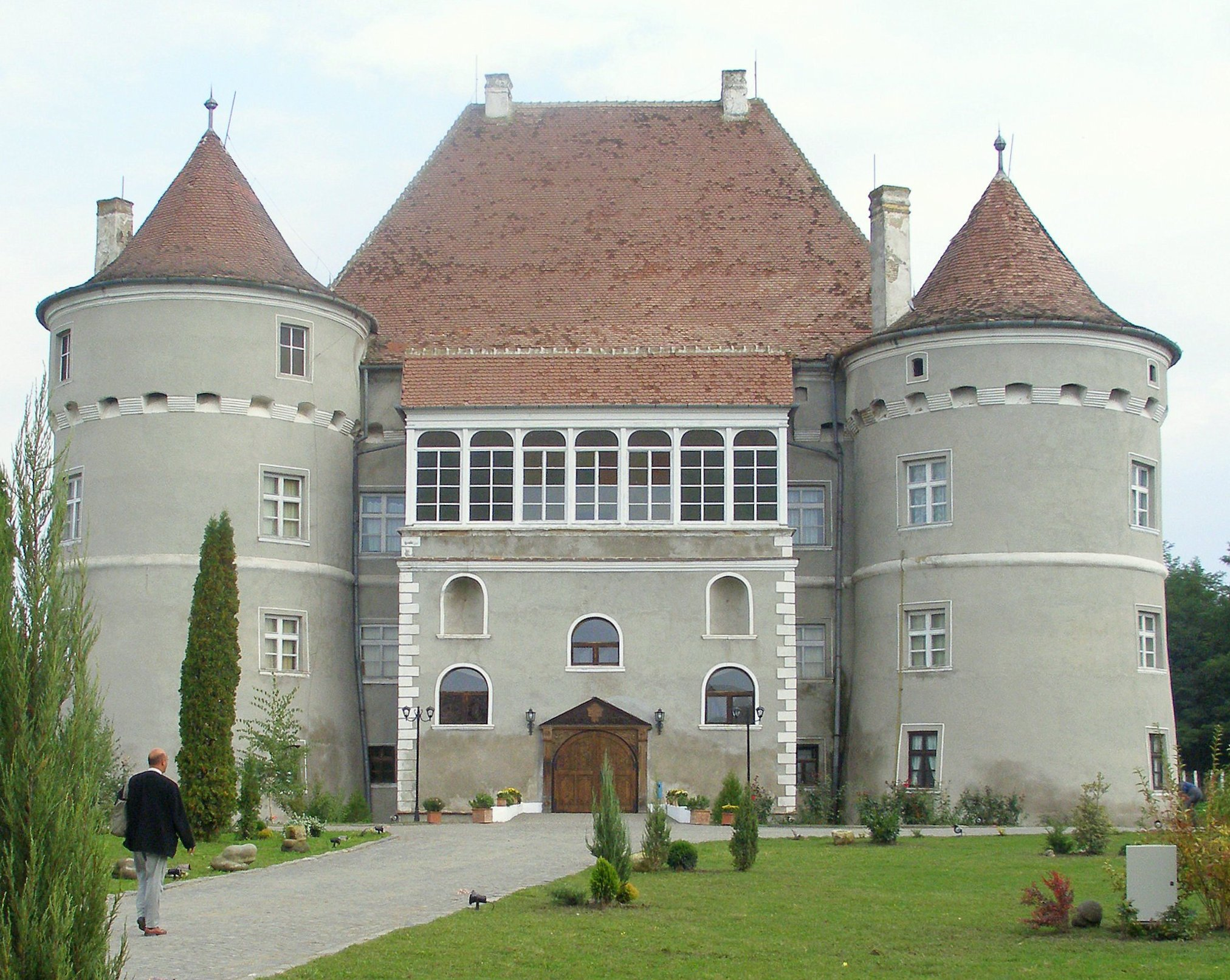
Küküllővár, várkastély
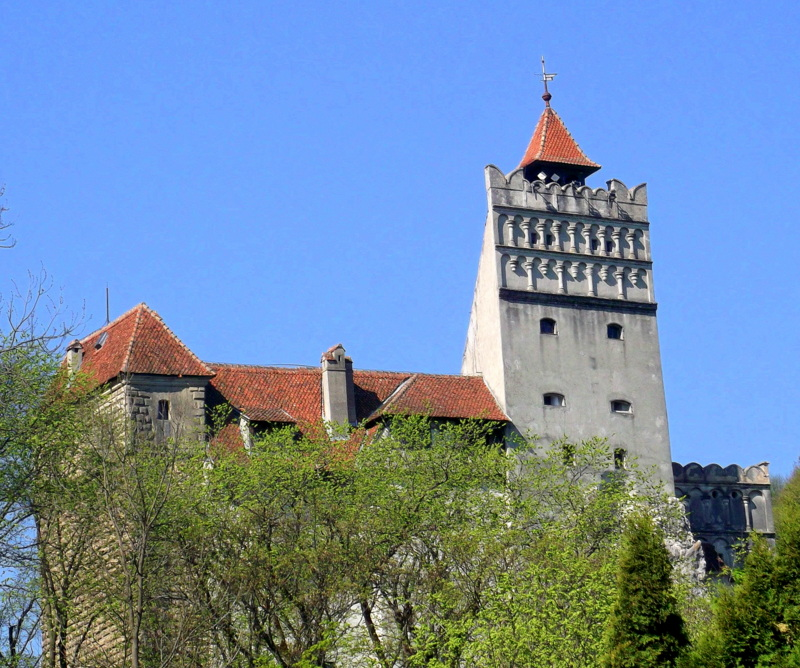
Törcsvár, reneszánsz pártázat a vár tornyán
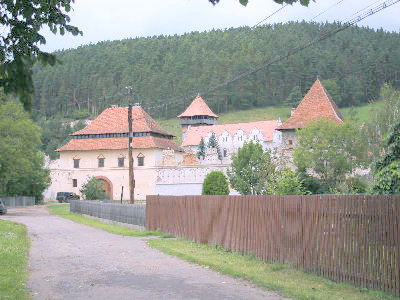
Lázár-kastély, Gyergyószárhegy
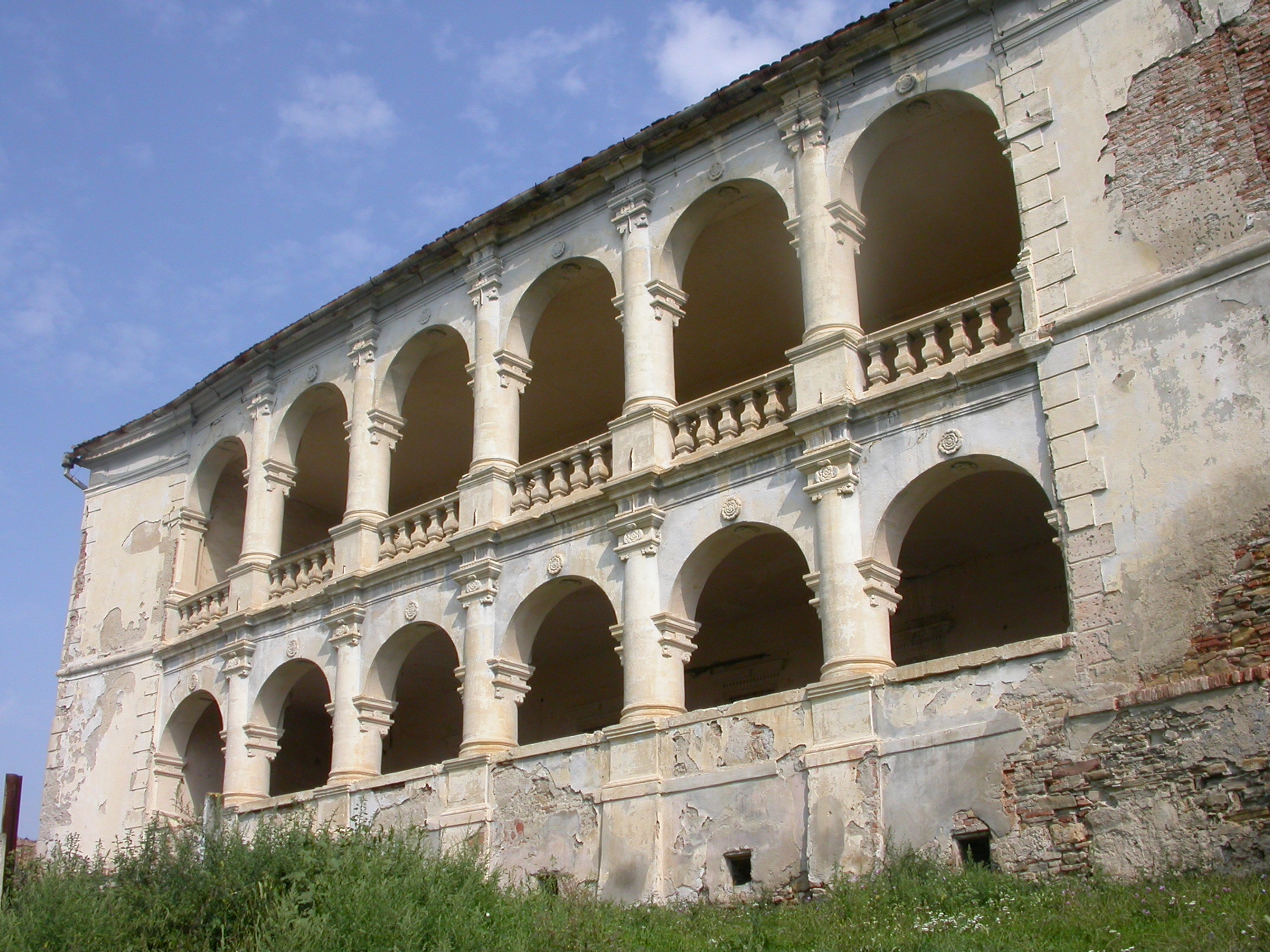
A bethlenszentmiklósi Bethlen-kastély loggiája

### Egyházi építkezések
Periférikus helyzeténél fogva az Erdélyi Fejedelemség több sajátos stíluskeveredési folyamat helyszíneként szolgált. Mátyás építkezéseinek, így például a vajdahunyadi várnak köszönhetően az itáliai érett reneszánsz eredményei is korán eljutottak a területre. Ezzel szinte párhuzamosan a német kora reneszánsz is megjelent: a kolozsvári Szent Mihály-templom 1528-ban Augsburgban faragott sekrestyeajtaja az irányzat kiváló emléke. Német metszetek szolgáltak előképként azokhoz a domborművekhez, amelyekkel Hunyadi János 1533-ban állított gyulafehérvári síremlékét díszítették.
A provinciális építészet érdekes példájaként említhető a besztercei evangélikus templom féloszlopokkal tagolt oromzatú nyugati homlokzata (valószínűleg Petrus Italus de Lugano munkája, 1560–1563).
A kolozsvári Farkas utcai református templom szószéke, levélmotívumokkal, akantuszokkal gazdagon díszített oldaltábláival nem csupán Erdély 17–18. századi református szószékkosarainak előképe. Jelzi annak a folyamatnak a kezdetét is, amelynek során a növényi eredetű díszítés a középkori festett famennyezetek hagyományát folytatja meghódítja a régió művészetét. Kiváló példa erre Gyulakuta (1626) vagy Székelydálya (1628) református templomának mennyezete.
A korszak építészetének sajátos csoportját alkotják Erdélyben a görögkeleti templomok, amelyek többnyire havasalföldi és moldvai előképeket követnek. Legszebb példájuk Brassó-Bolgárszeg temploma.

### Városi, polgári építkezések
|  | „…ha fejedelmi és főuri épületeiben és belső berendezéseiben a nyugati stílus még többé-kevésbé érintetlenül érvényesül, köznemességünk falusi építkezéseiben ezek az idegenségek ekkor már teljesen áthonosultak. Természetes, hogy a falusi udvarházakat erdélyi mesterek készítik és rendezik be, a szerkezet középkori, egyes formák a korareneszánszra emlékeztetők, de alaprajzi beosztásuk, és felépítési tömegarányaik sajátságosan, egyénien különbözőek minden környező ország és más fajta népek hasonló rendeltetésű építményeitől és belső berendezésétől.” |
|  | – Kós Károly, 1934 |

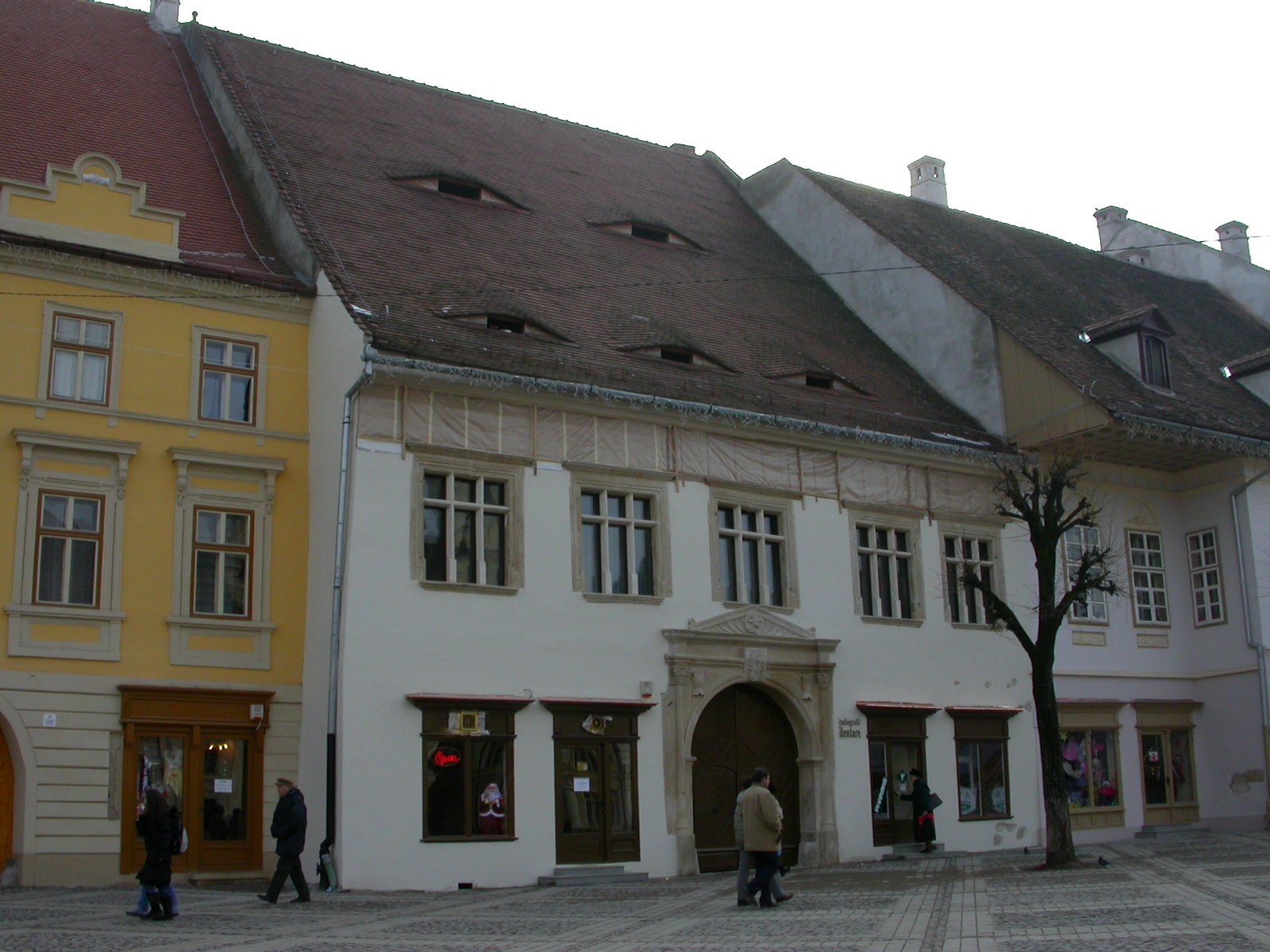
Haller-ház, Nagyszeben

Az Erdélyi Fejedelemség városias települései három csoportra oszthatóak. A legrégebbi, római eredetű csoportot Dés, Kolozsvár, Nagyenyed, Gyulafehérvár és Déva képezi; ebből egyértelműen a fejedelmi központ, Gyulafehérvár a legfontosabb. A kor másik meghatározó településcsoportja a szász városok: Nagyszeben, Medgyes, Segesvár, Brassó és Beszterce. Ezek középkori és reneszánsz jegyeiket részben a mai napig őrzik. A Székelyföld városai: Marosvásárhely, Székelyudvarhely, Sepsiszentgyörgy, Kézdivásárhely, Csíkszereda mutatják a legkevesebb városias jellemzőt, a leglazább beépítési formákat.

#### Városi lakóházak az Erdélyi Fejedelemség területén
- Wolphard–Kakas-ház, Kolozsvár – az első építési fázisról a homlokzat Wolphard Adorján címerével és 1534-es dátummal díszített emeleti ablak tanúskodik, amely a budai királyi palotán megjelent típus hatását mutatja. A nagyterem 1541-ben készült ajtaja viszont már a Kolozsváron kialakuló kőfaragóműhely munkája. Az épületet 1580 körül Wolphard István újra átépíttette, újabb ajtókeretek és kandalló mellett ekkor készült a csillagképeket ábrázoló gyámkövekkel kialakított ún. „Zodiákus-terem”.[66][99] Kolozsvár központjában több jelentős reneszánsz lakóház fennmaradt.[100]
- Ötvös-ház, Beszterce (Dornei u. 5.) – az itáliai reneszánsz hatását mutató, kiváló lakóház a városban működő lombard mester, Petrus Italus de Lugano munkája. 1560–1563 között készült.[80][101]
- Haller-ház, Nagyszeben (1537 után) – Haller Péter, a város főbírája egy gótikus lakóházat alakított át saját használatára, szimmetrikus, középkapuzatos, az emeleten öttengelyes főhomlokzattal. A reprezentatív kialakítású, faragott kapu hatását több más épület, így a Reussner-ház kapuja is mutatja.

### Templomerődök

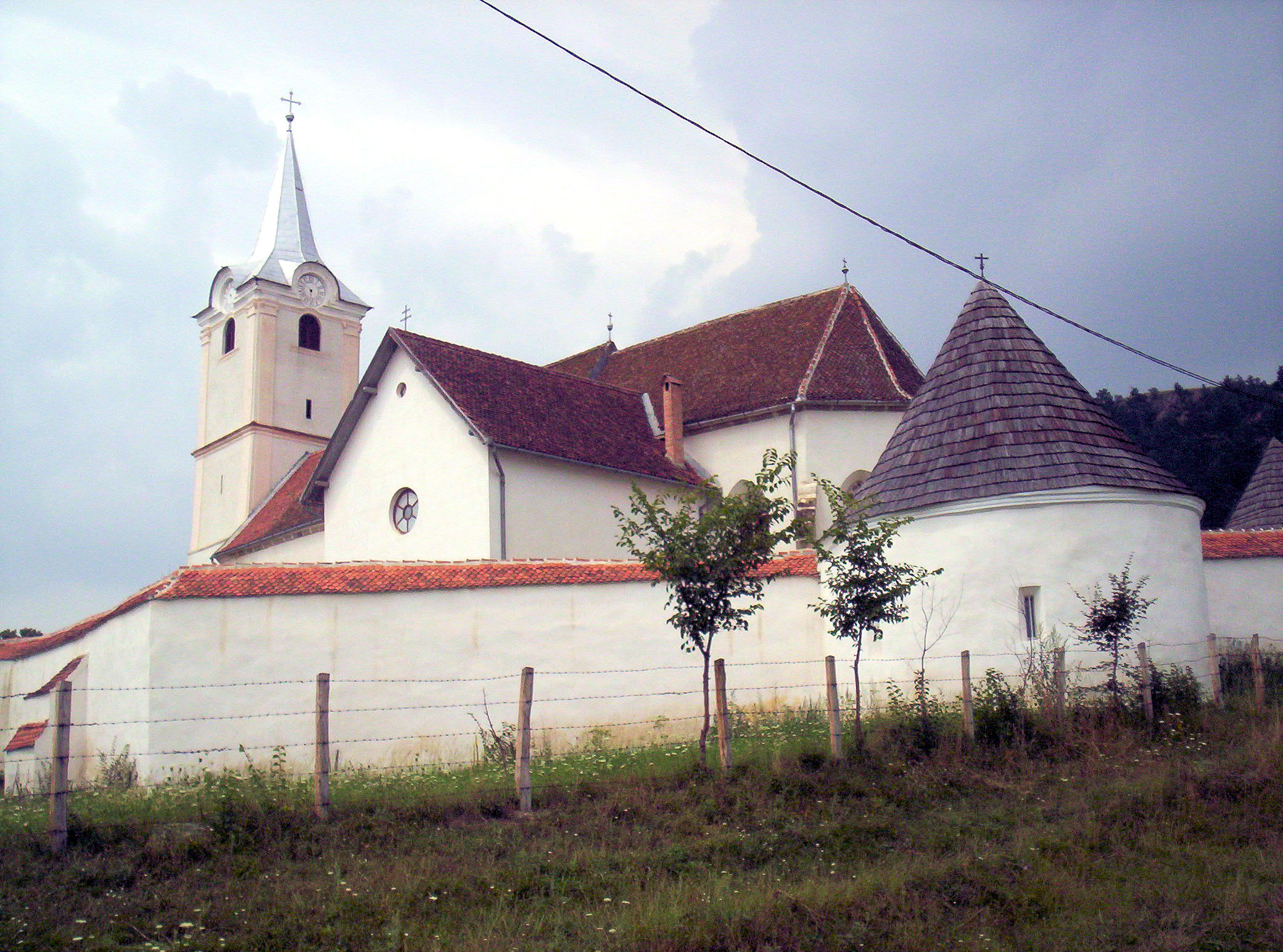
A kézdiszentléleki templomerőd

Az Erdélyi Fejedelemség kisebb településein különösen jellemző volt, hogy a helység legmaradandóbb és legvédhetőbb épületét, a templomot erősítették meg az idegen betörések ellen. A bástyákat és az azokat összekötő, falazott falszakaszokat a település közösségei, jellemzően céhek és vallási társaságok tartották fenn; ezekről nyerték elnevezésüket is. A legkorábbi ilyen példák a megszállt területekhez legközelebb eső Dél-Erdély területén épültek a 15. század elejétől. Az eleinte középkori előképeket követő építkezéseken a 16–17. század fordulójától megjelentek a korszerű itáliai hadiépítészet jellemző jegyei, mint a szabályos, sokszögletű alaprajz vagy az olaszbástyákra emlékeztető saroktornyok.
Templomerődök Erdélyben:
- Nagyenyed, 1535
- Újtorda, 16. sz. eleje (nagyrészt megsemmisült)
- Höltövény, 17. sz. első fele
- Illyefalva, 1612–1658 között
- Nagyajta, 1622 előtt
- Árkos, 1639 előtt
- Kézdiszentlélek

## Kertépítészet
A reneszánsz kertművészetet elsősorban irodalmi forrásokból és képzőművészeti ábrázolásokból, kisebb részben régészeti feltárásokból ismerjük. A korai reneszánsz legjobban ismert kertjei Magyarországon a budai királyi palota belső kertje és a visegrádi palota kertjei – mindkettő Mátyás korából. Mint azt a helyreállított visegrádi példa is mutatja, itáliai mintára („hortus italicus”) jellemzőjük a geometrikus tagolás, fontos elemeik a lugas, a halastó, és a szabályos kiültetésű virágágyás. Sokszor komoly, akár tagoló szerepet kap a filagória, ritkábban a szökőkút és a kapcsolódó dokumentumokban sokat szerepelnek a költséges kerítések is. A gazdagabb kertekben, például Lippay György pozsonyi prímási palotájának esetében a 16. században már akad példa teleltetőházra is.
Az egzotikumok, ritkaságok iránti érdeklődés a 16–17. században egyre növekszik; divatos növénnyé válik például a gránátalma és a liliom. Bár Magyarországon ebben az időben nem jellemző a kifinomult kertművészet, akad kivétel is: a Batthyány család meghívására többször ellátogat hozzájuk a németújvári, rohonci és szalónaki birtokokra a kor legnagyobb botanikusa, Clusius, aki terveket is készít a kertek kialakításához. A nyugat-magyarországi kertépítészet másik fontos pártfogója a Nádasdy család. 1546-ban sárvári kertjükbe 104 narancsfa és 50 citromfa érkezett. Azt is tudjuk, hogy Nádasdy Ferenc az 1670-es években Hollandiából rendelt növényeket a kertbe.